# Saragosse
Pour les articles homonymes, voir Saragosse (homonymie).
Saragosse (en espagnol : Zaragoza, du latin : Caesaraugusta) est une ville espagnole, capitale de la province du même nom et de l'Aragon.
Un important traité fut signé à Saragosse en 1529 entre Espagnols et Portugais pour le partage des découvertes du Nouveau Monde.
Elle compte 675 301 habitants en 2021, ce qui en fait la cinquième ville d'Espagne par la population.
Sa maire actuelle, élue en 2023, est Natalia Chueca.

## Étymologie
Son nom vient de Caesaraugusta ou Caesar Augusta en l'honneur de Caesar Divi Filius Augustus,.

## Géographie
Saragosse est située sur les bords de l'Èbre à mi-chemin entre Madrid et Barcelone, environ 300 kilomètres de chacune d'elles, et à 340 kilomètres de Valence.

### Climat

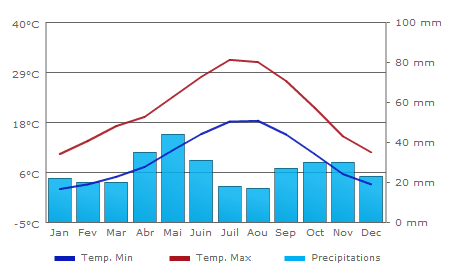
Climat à Saragosse.

Saragosse bénéficie d'un climat méditerranéen à tendance continentale sèche comme la majeure partie de l'intérieur de l'Espagne. Les températures connaissent d'importantes variations saisonnières et l'amplitude thermique entre le mois le plus froid et le mois le plus chaud est de l'ordre de 15 °C. La température la plus élevée relevée à Saragosse entre 1951 et 2010 fut 43,1 °C le 22 juillet 2009. Le 26 août 2010 la seconde plus élevée est relevée à 42,8 °C.
Les précipitations sont faibles avec une pluviométrie annuelle de seulement 317 mm, le mois le plus arrosé étant mai avec 44 mm.
| Mois                                  | jan.       | fév.       | mars      | avril     | mai       | juin      | jui.      | août      | sep.      | oct.     | nov.      | déc.      | année      |
| ------------------------------------- | ---------- | ---------- | --------- | --------- | --------- | --------- | --------- | --------- | --------- | -------- | --------- | --------- | ---------- |
| Température minimale moyenne (°C)     | 2,7        | 3,3        | 5,8       | 7,9       | 11,8      | 15,8      | 18,3      | 18,3      | 15,2      | 11       | 6,3       | 3,2       | 10         |
| Température moyenne (°C)              | 6,6        | 8,2        | 11,6      | 13,8      | 18        | 22,6      | 25,3      | 25        | 21,2      | 16,2     | 10,6      | 7         | 15,5       |
| Température maximale moyenne (°C)     | 10,5       | 13,1       | 17,3      | 19,6      | 24,1      | 29,3      | 32,4      | 31,7      | 27,1      | 21,4     | 14,8      | 10,8      | 21         |
| Record de froid (°C) date du record   | −10,4 1971 | −11,4 1963 | −6,3 1964 | −2,4 1967 | 0,5 1967  | 5,2 1971  | 8 1965    | 8,4 1968  | 4,8 1974  | 0,6 1974 | −5,6 1998 | −9,5 2001 | −11,4 1963 |
| Record de chaleur (°C) date du record | 20,6 2016  | 25,5 2019  | 28,3 1957 | 32,4 2011 | 36,5 2001 | 43,2 2019 | 44,5 2015 | 42,8 2010 | 39,2 1964 | 32 2013  | 28,4 1985 | 22 2010   | 44,5 2015  |
| Nombre de jours avec gel              | 7,6        | 5,2        | 1,4       | 0,1       | 0         | 0         | 0         | 0         | 0         | 0        | 1,9       | 6,5       | 23,1       |
| Ensoleillement (h)                    | 131        | 165        | 217       | 226       | 274       | 307       | 348       | 315       | 243       | 195      | 148       | 124       | 2 693      |
| Précipitations (mm)                   | 21         | 22         | 19        | 39        | 44        | 26        | 17        | 17        | 30        | 36       | 30        | 21        | 322        |
| Nombre de jours avec précipitations   | 4          | 3,9        | 3,7       | 5,7       | 6,4       | 4         | 2,6       | 2,3       | 3,2       | 5,4      | 5,1       | 4,8       | 51,1       |
| Humidité relative (%)                 | 75         | 67         | 59        | 57        | 54        | 49        | 47        | 51        | 57        | 67       | 73        | 76        | 61         |
| Nombre de jours avec neige            | 0,7        | 0,4        | 0,2       | 0         | 0         | 0         | 0         | 0         | 0         | 0        | 0,1       | 0,5       | 2,4        |
| Nombre de jours d'orage               | 0          | 0,1        | 0,3       | 1,4       | 4,1       | 3,9       | 3,8       | 3,7       | 2,8       | 1        | 0,1       | 0,1       | 21,3       |

| Diagramme climatique                                  |           |           |           |            |            |            |            |            |          |           |           |
| J                                                     | F         | M         | A         | M          | J          | J          | A          | S          | O        | N         | D         |
| 10,52,721                                             | 13,13,322 | 17,35,819 | 19,67,939 | 24,111,844 | 29,315,826 | 32,418,317 | 31,718,317 | 27,115,230 | 21,41136 | 14,86,330 | 10,83,221 |
| Moyennes : • Temp. maxi et mini °C • Précipitation mm |           |           |           |            |            |            |            |            |          |           |           |

### Transport

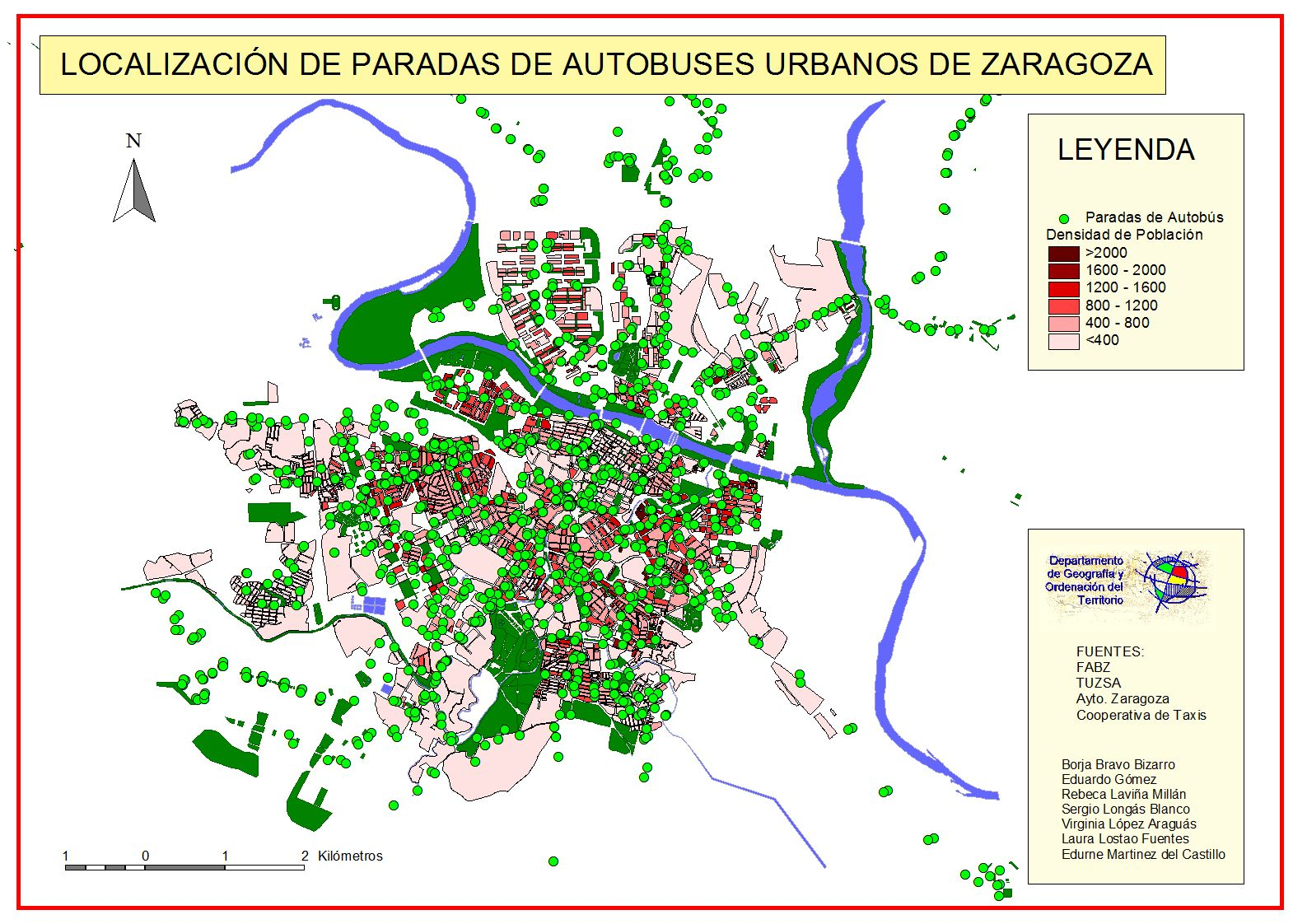
Les arrêts de bus de Saragosse.

Saragosse constitue un nœud routier de tout premier rang, qui met en relation le centre de l'Espagne, Madrid, avec Barcelone. D'autre part Barcelone, ainsi que Valence avec le nord de la péninsule.
La ville est aussi pour le transport ferroviaire la plaque tournante du nord-est de l'Espagne, point de transit de la ligne ferroviaire à grande vitesse AVE qui relie Madrid et Barcelone en particulier, et encore au-delà de ces deux plus grandes villes espagnoles. D'autres relations concernent les régions du nord de l'Espagne avec celles de la façade méditerranéenne (Valence et, plus au nord, la Catalogne).

#### Aéroport international
L'aéroport international de Saragosse dessert un grand nombre de villes européennes. Des travaux d'adaptation et de modernisation de l'aéroport ont été effectués pour l'exposition internationale de Saragosse en 2008. Équipé d'infrastructures neuves, la capitale d'Aragon profite d'un aéroport moderne et spacieux. L'aéroport est situé à 10 km au sud-ouest du centre-ville de Saragosse. 

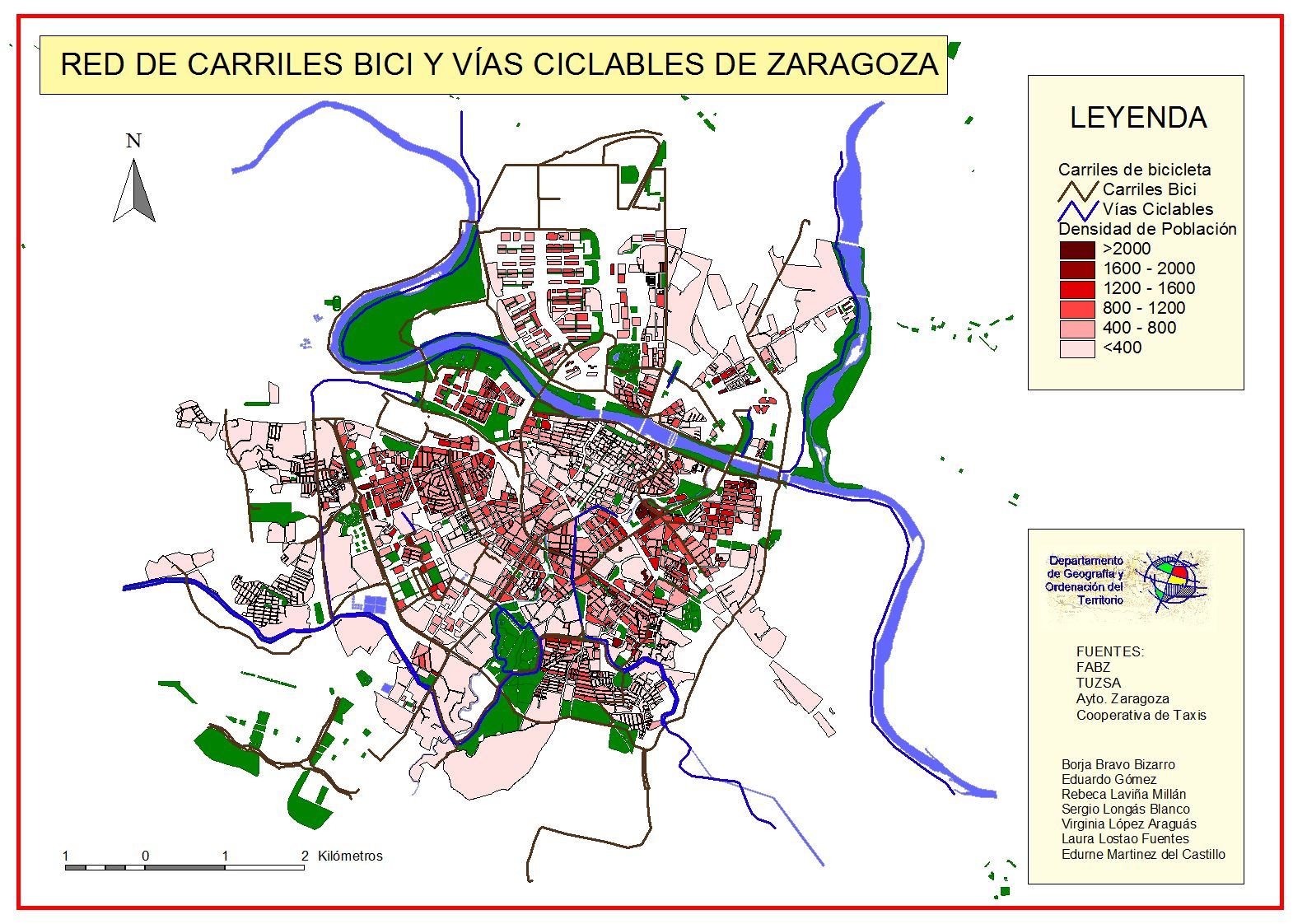
Carte des pistes cyclables de Saragosse.

#### Transports urbains
Saragosse a, depuis le 11 juin 2008, sa première ligne ferroviaire (C-1) de proximité (Cercanías Zaragoza) reliant les gares de Casetas <> Utebo <> Delicias <> Portillo <> Goya <> Miraflores.
Les travaux d'aménagement de gare de Miraflores ont débuté en vue d'en faire la pierre angulaire de banlieue en raison de sa centralité et sa correspondance avec une ligne de tramway, réintroduit dans la ville en 2011. 

Dans le futur, la ligne C-1 devrait s'étendre vers l'ouest et l'est, atteignant Alagón et El Burgo de Ebro près d'une deuxième ligne. Celle-ci, en projet, aura une disposition nord-sud (donc perpendiculaire à la ligne C-1 métropolitaine, mais partageant les voies dans la ville).

À long terme, cette deuxième ligne pourrait relier Zuera au nord de Saragosse et Maria de Huerva au sud de la métropole.

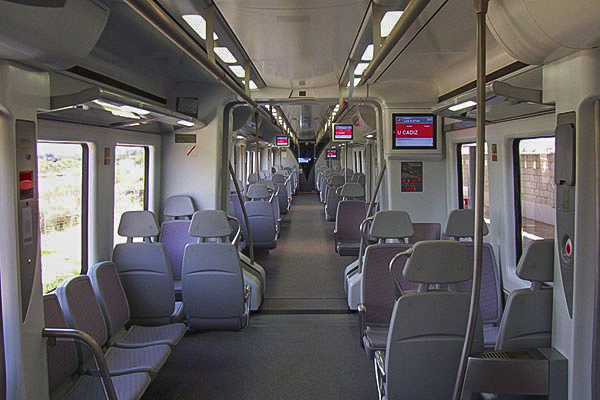
Cercania de Saragosse
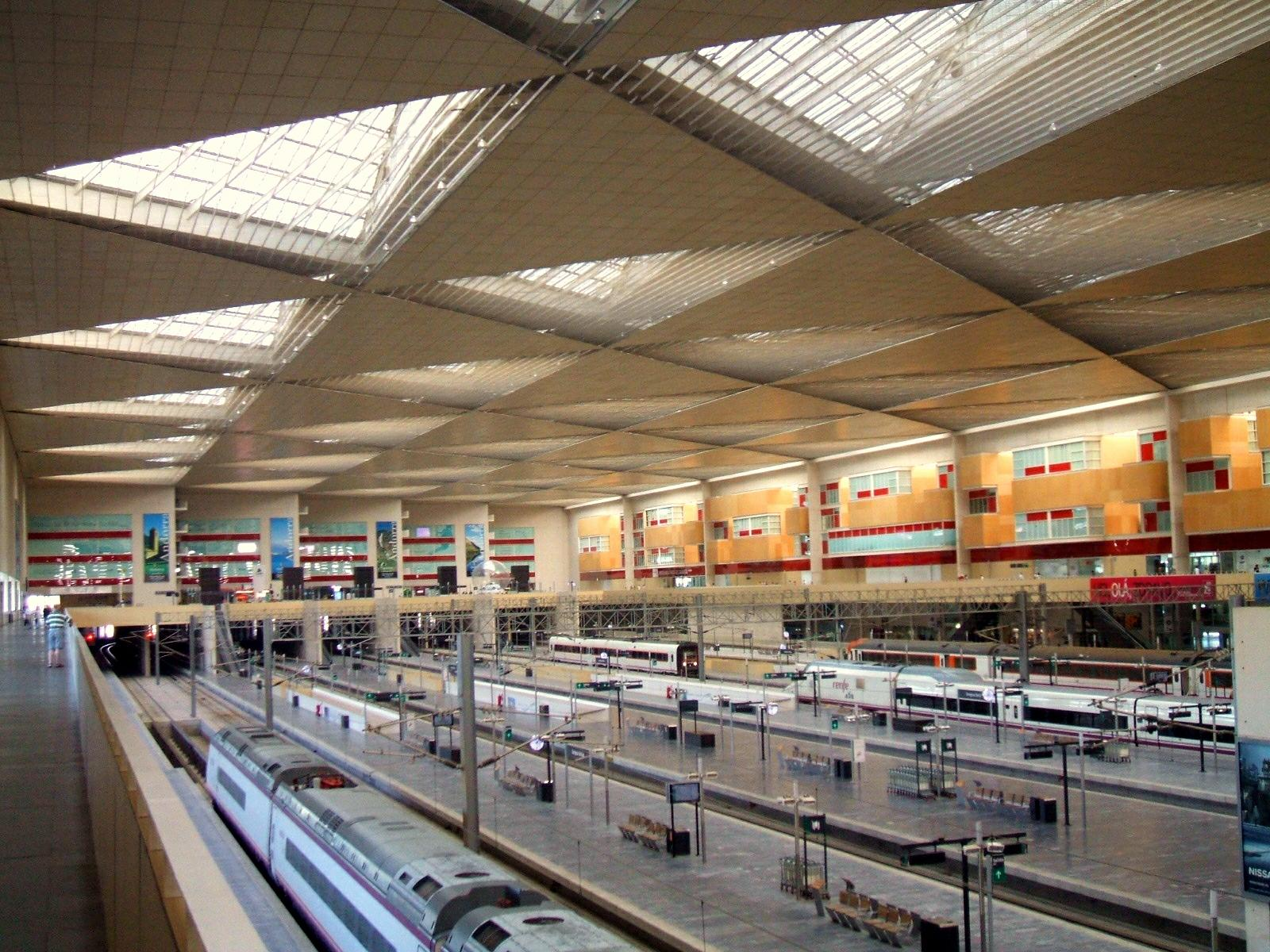
Gare de Saragosse-Delicias

## Histoire
- Histoire de Saragosse (es)

### Antiquité
Les plus anciennes traces de présence humaine trouvées à Saragosse sont des fondations de maisons datant de l'Âge du bronze à la confluence des rivières de la Huerva et de l'Èbre, vers 630-600 av. J.-C.
Ce peuplement se développa durant le premier Âge du fer entre le VIIe siècle av. J.-C. et le début du Ve siècle av. J.-C. Plusieurs maisons en brique crue ont été trouvées datant de cette période.

#### Salduie

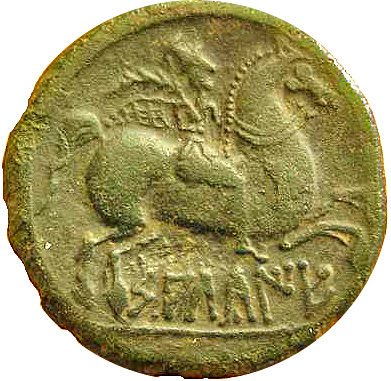
Revers d'un as de Salduie. Le nom de la cité apparaît en écriture ibérique.

Salduie est la cité du peuple ibère des Sedetani, organisée comme une cité-État, sur laquelle nous ne possédons des informations que depuis la deuxième moitié du IIIe siècle av. J.-C. Au IIIe siècle av. J.-C., la cité occupait un terrain d'un hectare, à la confluence des rivières de l'Èbre et de la Huerva, et elle occupait 10 ha au Ier siècle av. J.-C. Depuis le milieu du IIe siècle av. J.-C., elle frappait sa propre monnaie, bien que ces monnayages aient pu, peut-être, être initiés un siècle auparavant. Sur ces monnaies ibériques, le nom de la cité ibère : « Saltuie » ou « Salduie » est mentionné, et non « Salduba » comme cela fut interprété, par erreur, à cause du nom latin de la cité donné dans un texte de Pline l'Ancien, « Salduvia ». Cependant, ce n'était pas la cité la plus importante de la zone : d'autres villes des Sedetani comme Sedeisken, Kelse ou Azaila la surpassaient, au moins jusqu'à la fin du IIe siècle av. J.-C.
Au IIIe siècle av. J.-C., les Sedetani, à la différence de leurs voisins puissants les Ilergetes qui étaient alliés à Carthage, furent alliés aux Romains lors de la deuxième guerre punique. La première mention de ce peuple est faite par Tite-Live, lorsqu'il décrit comment, en réponse à une attaque des Ilergetes sur les Sedetani, les Romains les vainquirent et tuèrent leurs chefs Indibilis et Mandonius.

#### Caesaraugusta

La cité romaine de Caesaraugusta superposée au plan de la ville actuelle:
1.- Decumano (actuelle rues Mayor, Espoz y Mina et Manifestación)
2.- Cardo (actuelle calle Don Jaime)
3.- Forum de Caesaraugusta
4.- Port fluvial
5.- Thermes publics
6.- Theatre
7.- Muraille

La ville devient cité Romaine, colonia inmune sous le nom de Caesaraugusta sous Octave Auguste qui la refonde pour les vétérans des guerres cantabriques, entre 25 et 12, sans doute en 14. Son plan est rectangulaire, sa superficie est de 47ha entre les actuelles calle del Corso, à l'Est, l'avenue de César Augusto, à l'Ouest, et l'Ebre au Nord. Elle devient le centre urbain le plus important de la province.

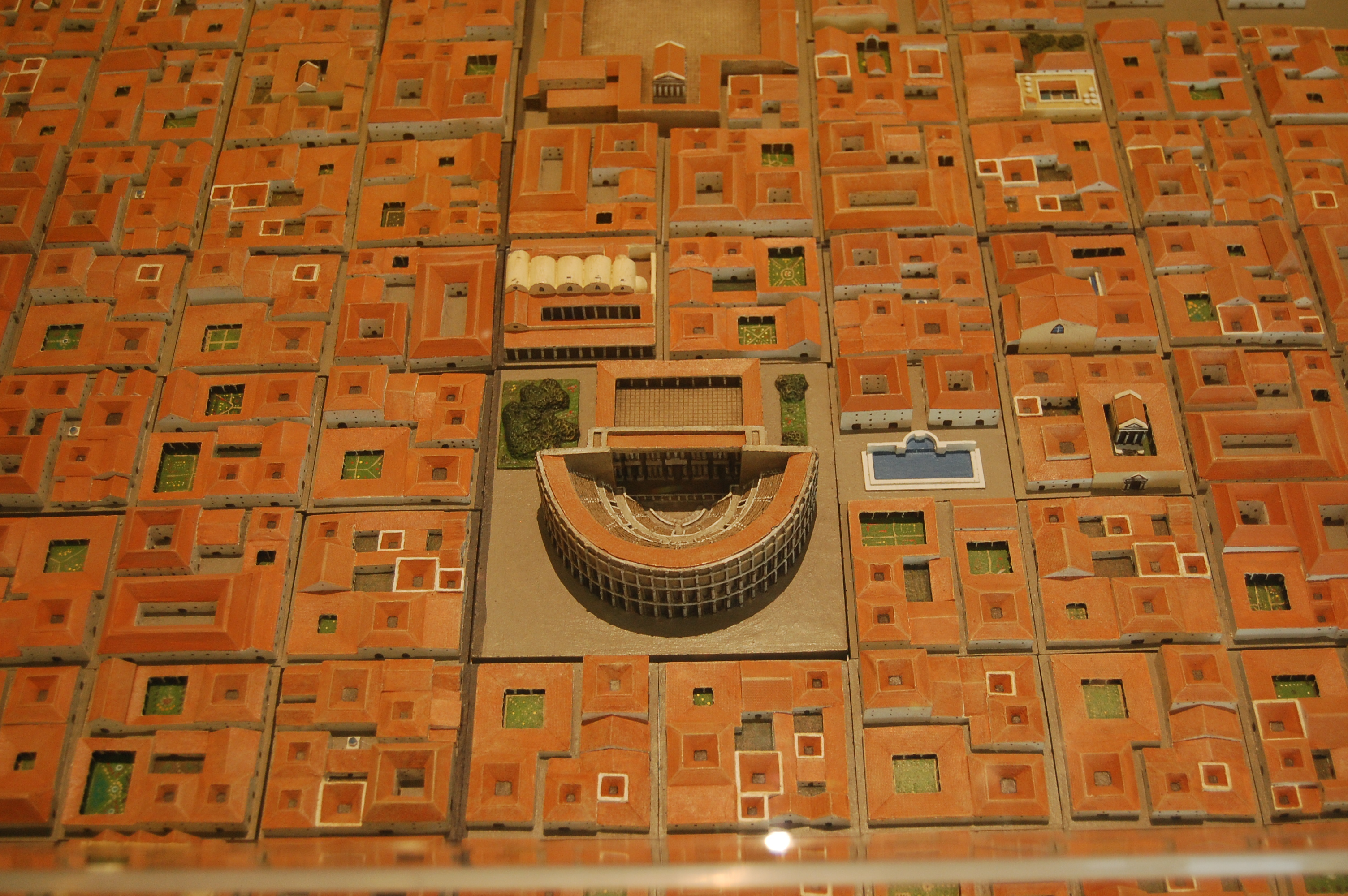
Musée du Théâtre romain de Caesaraugusta

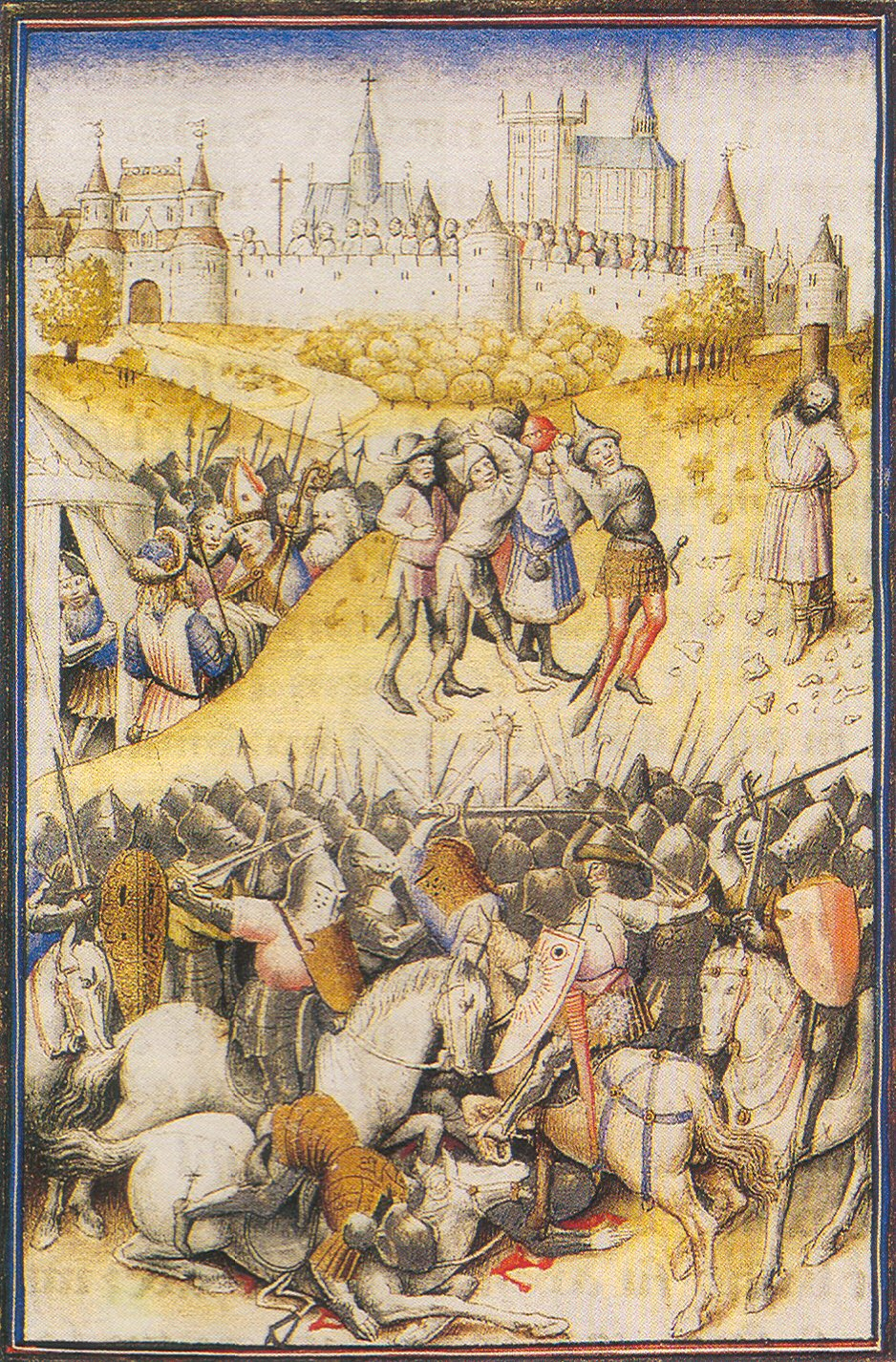
Siège de Saragosse par Childebert et Lothaire en 533

### Moyen Âge
La ville, est pillée en 449 par le roi des Suèves, Rechiaire qui la conquiert en 452, puis elle se trouve dans le domaine des Wisigoths, à partir de 466.
Après la bataille de Vouillé en 507 contre les Francs, le royaume wisigoth se replie vers la péninsule Ibérique. La ville est si riche que les rois francs Childebert et Clovis ont tenté de la conquérir (siège de 541) mais sans succès.
En 592, sous la présidence de l'évêque Maxime de Saragosse, un concile local y est tenu par les chrétiens nicéens du royaume wisigoth, alors dirigé par le roi Récarède Ier, converti au christianisme nicéen depuis 587, et opposé à l'arianisme, répandu chez les Goths.
Au septième siècle, les évêques Braulio de Zaragoza et Tajón en font un centre urbain architectural florissant.
En 714, les Berbères et les Arabes de Musa ibn Nusair prennent le contrôle de la ville et la rebaptisent Medina Albaida Saraqusta (سرقسطة). La ville intègre l'émirat de Cordoue. Saragosse grandit jusqu'à devenir la plus grande ville du nord de l'Espagne contrôlée par les musulmans ; par conséquent elle devient la principale ville nord de l'émirat de Cordoue foyer de nombreuses intrigues politiques.
En 777, Charlemagne est invité par Hussein, le wali (gouverneur) de Saragosse, à accepter la soumission de la ville. Mais en marchant avec son armée jusqu'aux portes de la ville, Charlemagne constate qu'Hussein a changé d'avis ; il est forcé de se retirer face à la défense organisée de la ville contre ses attaques, ainsi que contre les Basques sur ses arrières (épisode de la Chanson de Roland). Quatre ans plus tard, l'émir Abd al-Rahman Ier envoie une armée pour reprendre la ville. La famille Hussein se révolte à nouveau en 788, et le chef des Banu Qasi, famille noble d'origine wisigothique mais convertie, est tué en réprimant l'insurrection. D'autres rébellions ont lieu, celles lancées par Matruh al-Arabi (789), Bahlul Ibn Marzuq (798) et Amrus Ibn Yusuf (802) ; ce dernier conclut un accord avec l'émir de Cordoue et conserve le contrôle de la ville.

#### Saraqusta

Saraqusta sur le plan de l'actuelle ville de Saragosse
Médina de Saraqusta
Quartier juif
Quartier mozarabe
Arrabales (quartiers voisins en dehors des murs principaux de la cité)
Marché
Almusara

La ville est dominée en 852 par Musa ibn Musa, dit «Moro Muza» des Banu Qasi, mais après une défaite face aux chrétiens en 861 il est démis de ses fonctions sur la ville par l'émir de Cordoue, la ville est reprise par son fils Ismaïl une décennie plus tard, reprise, avant que Muhammad ibn Lubb ibn Qasi se rebelle contre l'émir de Cordoue en 884 et selon le chroniqueur Ibn Hayyan ne vende la ville à Raymond Ier de Pallars-Ribagorce. Mais Saragosse est immédiatement reprise par l'émir de Cordoue, rachetée en 884 par l'émir de Courdoue Mohámed I de Cordoue pour 15000 dinars d'or et donnée en 886 aux Toujibides.En 890, Muhammad Alanqar en devient gouverneur. En dépit d'un siège de dix-sept années mené par les Banu Qasi, les Toujibides continuèrent à tenir la ville, qui devint de plus en plus puissante. Zone tampon avec les royaumes catholiques, la ville conserve une certaine autonomie vis-à-vis de Cordoue, et au Xe siècle, elle est un lieu de communication avec les autres religions du livre (avec un quartier juif important). La décomposition du royaume de Cordoue en fait en 1018, la capitale d'un royaume indépendant, le Taïfa de Saragosse

#### Taïfa de Saragosse
De 1018 à 1118, Saragosse est un des royaumes de taïfa, états musulmans apparus au XIe siècle après la fin du califat de Cordoue. De 1018 à 1038, la ville est dirigée par les Banu Tujib de Mundir I. En 1038, ils sont remplacés par les Banu Hud, dont Al-Muqtadir (1046-1081) qui agrandissent le royaume en annexant la taifa de Tortosa, la taifa de Denia et une partie de la taifa de Valencia. Ils construisent un splendide palais fortifié, la Aljafería, à partir de 1065. La dynastíe hudí doit s'imposer sur deux fronts: maintenir son indépendance vis-à-vis des almoravides et des chrétiens du royaume d'Aragon et d'autre part elle doit gérer une difficile alliance avec le Cid de Valence et ses maîtres castillans, contre les Almoravides. Après la mort du Cid, son royaume est occupé par les Almoravides qui, vers 1100, réussissent à traverser l'Èbre à Barbastro.
Les Banu Hud résistent aux Almoravides jusqu'en mai 1110 et la ville tombe aux mains des Almoravides. Le dernier sultan des Banu Hud, Abd-al-Malik Imad ad-Dawla, dernier roi de Saragosse, conclut une alliance avec les Aragonais dirigés par Alphonse Ier le Batailleur qui, avec ses alliés occitans et croisés français conquiert la ville le 18 décembre 1118 et en fait sa capitale. Les Musulmans de Saragosse font partie de ses troupes régulières mais la population musulmane est transférée dans un nouveau quartier hors les murs (quartier neuf de la Moriera), tandis que le noyau urbain est repeuplé par les "francs" et baillé en fief à Gaston IV de Béarn.
À la fin du XIIIe siècle, le couvent de la Résurrection est construit à l'angle nord-est de la muraille romaine de Saragosse. C'est un chef-d'œuvre du style mudéjar dont la trace est évidente dans les tours des églises de la Magdalena, San Pablo, San Gil et San Miguel, la Tour de Zuda et le mur de la cathédrale de La Seo.

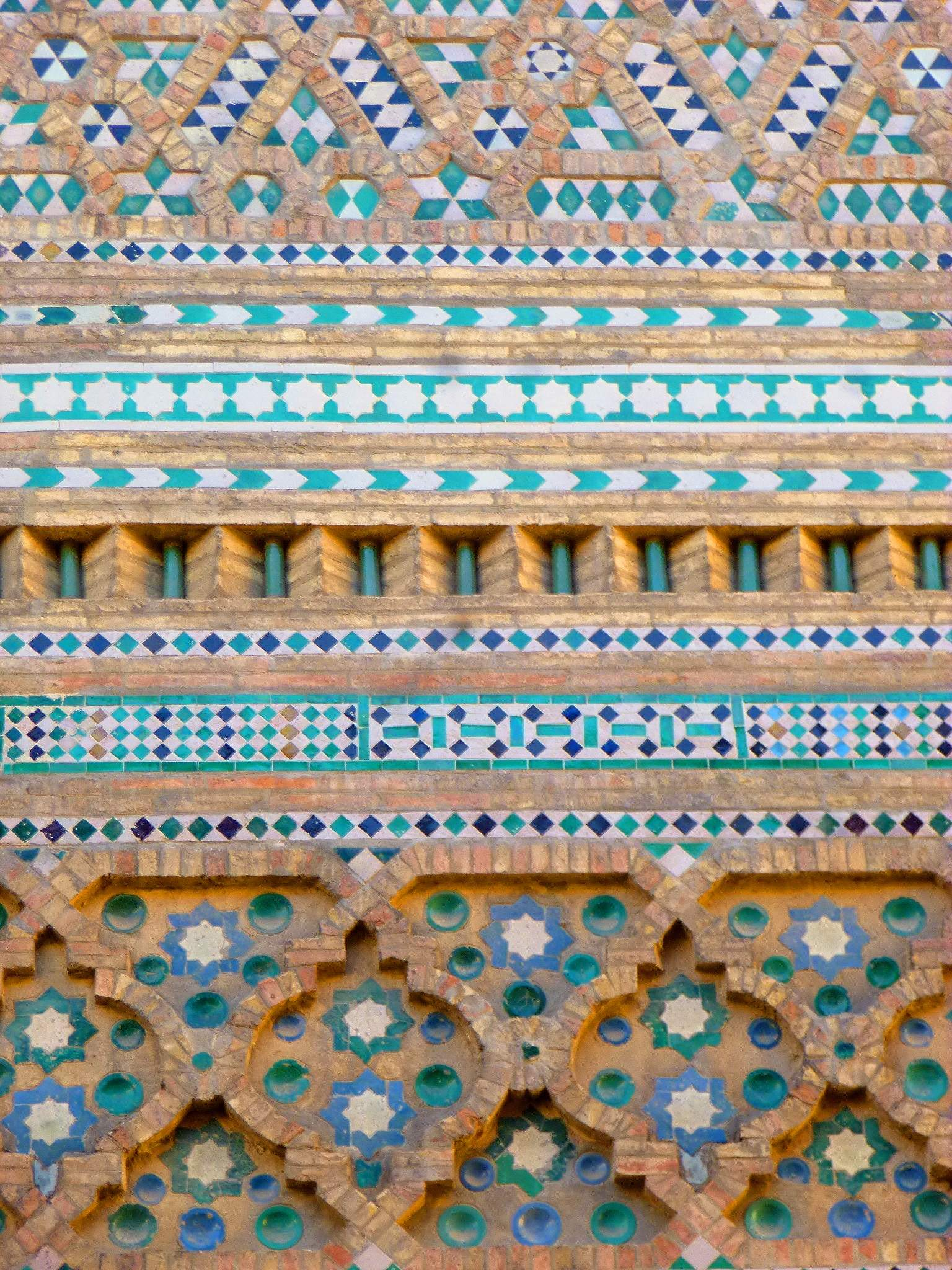
Architecture mudejar, cathédrale de La Seo

La ville devient le cœur d'une association de la noblesse aragonaise visant à conserver ses privilèges face au pouvoir royal, l'Unión Aragonaise, écrasée par Pierre le Cérémonieux en 1384. Avec l'union de la Castille et de l'Aragon elle perd son statut de capitale et l'établissement de l'Inquisition provoque des révoltes importantes allant jusqu'à l'assassinat de l'Inquisiteur Pedro Arbués en 1485.
La ville incorpore des faubourgs populaires (San Pablo et las Tenerías) et multiplie des institutions catholiques dont l'université. La croissance urbaine est certaine malgré l'expulsion des juifs en 1492 (25 000 habitants en 1548).

#### Communauté juive

Carte de Es l'aljama juive de Saraqusta (entourée de murailles fermées par six portes) sur l'actuel plan de Saragosse. Au Nord, sous la rivière Ebre, figurait laljama musulmane, non-colorée. Orange : ancien quartier juif. Rose: Nouveau quartier juif. 1 : Grande synagogue. 2 : Petite synagogue. 3 : Synagogue Neuve de Bicorolim (Biqqur Holim édifiée en 1382). 4 : Synagogue des sept callizos. 5 : Mikveh (bains rituels). 6 : Alcaicería. 7 : Porte Alquibla ou Porte de Valence.

La communauté juive de Saragosse est présente depuis l'Antiquité et y connaît des fortunes diverses avec des périodes fastes alternant avec des moments difficiles tant sous le croissant que sous la croix.
Au Moyen Âge, les Juifs de Saragosse du Xe siècle forment une congrégation florissante de la ville alors que les guerres civiles entre musulmans font rage. Plusieurs érudits juifs, notamment le philologue Yona Ibn Janah, le philosophe Salomon ibn Gabriel ou le poète grammairien Moshe ibn Gikatilla, tiennent des positions élevées sous le roi (en) ibn al-Yahya Mundhir.
Après la conquête de la ville en 1118, Alfonso Ier d'Aragon (1073-1134), « el Batallador », octroie des libertés et privilèges aux musulmans et Juifs du territoire saragossan. Jacques Ier (1208-1276) déclare que tous les Juifs de son empire sont sa propriété. Le Juif le plus riche et le plus respecté d'Aragon est Don Juda ou Jehudano (es) de la Cavallería (vers 1230-1286), bailli en chef de Saragosse et même de tout le royaume. Il est fréquemment consulté par le roi dans les affaires de l'État et en 1263 et dispose d'une flotte par ordre royal.
Les Juifs vivent dans un quartier séparé des Chrétiens de Saragosse : la chuderia, judería ou juiverie (imposée à partir de 1412). Elle se situe alors à l'intérieur de la vieille ville, entre la Iglesia de San Gil, la Calle San Jorge, la Plaza Magdalena et le Coso. Ceinte d'une muraille percée de six portes de communication avec le quartier chrétien, la juderia s'organise autour de la principale synagogue qui se dresse sur l'emplacement actuel du Seminario de San Carlos. Au XVe siècle, le quartier juif déborde de sa muraille et gagne de nouvelles rues entre le Coso et la Calle San Miguel. Ce nouveau quartier juif doit correspondre aux rues Flandro, Hermanos Ibarra et Rufas.
La communauté juive est organisée en aljama (Yama 'al-Yahud) sous la domination musulmane et avant l'expulsion des Juifs d'Espagne en 1492. L’aljama de Saragosse constitue l’ensemble des institutions sociales, religieuses et judiciaires qui gouvernent la communauté et la représentent. Elle se réfère également à la synagogue qui sert aussi de salle de réunion. L'organisation de l'aljama est semblable à celle de la ville : elle dispose d'un conseil et d'un organe exécutif.
La communauté formait une micro-société à côté de la société chrétienne avec laquelle les Juifs étaient en relation constante de par leur activité professionnelle. Ils se cantonnaient à certains domaines car les lois chrétiennes leur interdisaient certains secteurs précis comme l’armée. Ils excellaient dans la médecine (en partie, grâce à la possibilité qu'ils ont de pratiquer des autopsies interdites aux médecins chrétiens). Ils sont souvent commerçants et pratiquent le prêt d'argent, activité aussi prohibée aux chrétiens.
Les lois espagnoles leur interdisent souvent le port de vêtements luxueux, de bijoux voyants et même de monter à cheval. Comme ailleurs, ils sont aussi bien plus lourdement imposés et taxés que le reste de la population de Saragosse. Ils mènent donc une existence plutôt discrète à l’ombre de la société des chrétiens dont ils restent bien séparés car les mariages mixtes sont interdits ainsi que toute relation charnelle entre chrétiens et juifs qui est passible de la peine capitale.
En 1240 nait un cabaliste juif de Saragosse appelé Abraham Abulafia qui assurait être le Messie et qui alla à Rome afin de convaincre le pape.

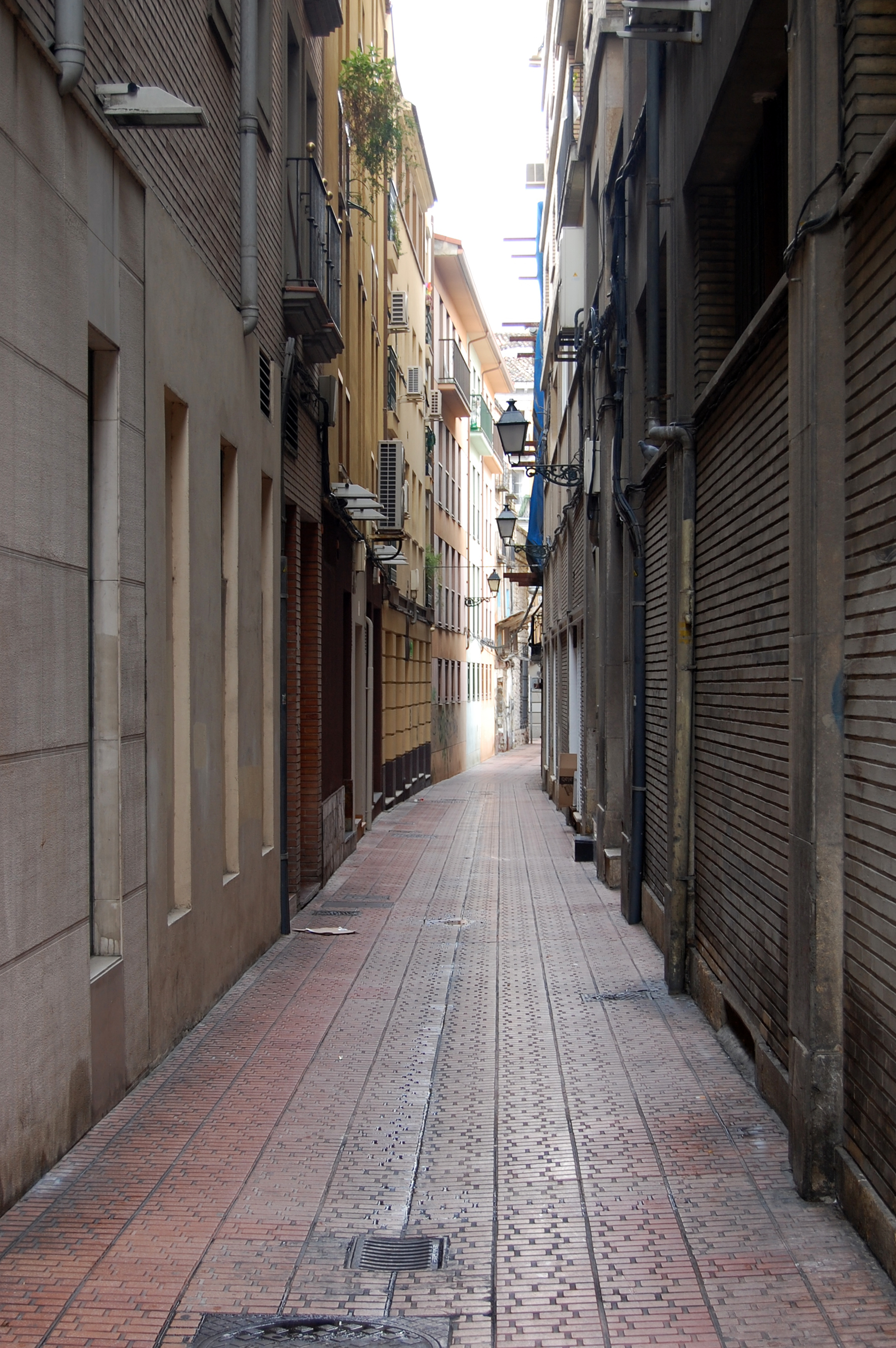
Rue Mateo Flandre qui était l'un des « sept callizos » (blocs, rues) de la Saragosse juive, où se trouvait la synagogue des Sept Callizos au Moyen Âge

L'année 1391 marque la fin de cette coexistence avec les discours enflammés de l'archidiacre Ferrán González qui conduisent la population de Séville à mettre le feu à sa judería ; ce mouvement se poursuit sur toute l'Espagne, évitant miraculeusement Saragosse grâce à la présence du roi et de celle du rabbin de la ville, l'éminent philosophe talmudiste Hasdaï Crescas - mais pour échapper aux massacres, de nombreux Juifs doivent se convertir ou préfèrent se suicider. C’est également le temps de saint Vincent Ferrier (1350-1419), dominicain de Valence qui prêche avec éloquence et un grand sens de la mise en scène (dans les cimetières, au crépuscule…) en Espagne dans les années 1410 et en France pour la conversion des Juifs par la persuasion et est à l’origine de nombreuses conversions. La disputation de Tortosa (1413-1414) où sont défendus de manière inéquitable les mérites des deux religions, constitue aussi une grande catastrophe pour la communauté juive séfarade avec la conversion de nombre de rabbins, de fidèles israélites et la disparition de nombreuses communautés juives d'Espagne.
Sur le mur de la paroisse de la cathédrale de La Seo peut être aperçue l'étoile de David, un exemple unique dans le monde où les fois musulmane, chrétienne et juive sont ensemble.
Le point culminant de la crise anti-juive arrive avec l’Édit d’Expulsion de 1492, année cruciale, par lequel Isabelle et Ferdinand, Rois Catholiques, ordonnent le départ des Juifs d'Espagne qui refusent de se convertir au catholicisme et qui jettent sur les mers et les chemins de l’exil plusieurs milliers de Juifs espagnols de très longue date, fuyant vers des cieux plus cléments : Portugal, Navarre, papauté d'Avignon, Italie, Afrique du Nord, Empire ottoman.
Mais les nouveaux chrétiens (conversos) fraîchement convertis de force et sans catéchèse sont surveillés de près et harcelés par l’Inquisition, institution implantée dès 1232 en Aragon pour lutter contre ce qu'elle entend par« hérésies » et qui relève de l’Église. En 1478, la bulle du pape Sixte IV autorise les Rois Catholiques à nommer eux-mêmes les inquisiteurs espagnols, ce qui fait de l'Inquisition une affaire de l’État. Les Aragonais résistent à cette implantation et assassinent même en 1485 Pedro Arbués, premier inquisiteur (qui sera canonisé en 1867), nommé à Saragosse l’année précédente. La répression par Torquemada est terrible et la communauté conversa aragonaise paie un lourd tribut : à Saragosse, s'organise un gigantesque auto da fé auquel sont invités même les grands d'Espagne et au cours duquel sont brûlés vifs des centaines d'hérétiques ou présumés tels.
Les Juifs convertis qui pratiquent en secret le judaïsme sont des crypto-juifs appelés péjorativement « marranes », ce qui veut dire « porcs ». Ils restent persécutés par leurs voisins et poursuivis par l'Inquisition qui leur intente de nombreux procès lors de spectaculaires auto da fé où ils doivent s'humilier en portant le sambenito et le (es) coroza. avant d'être parfois jetés au bûcher.

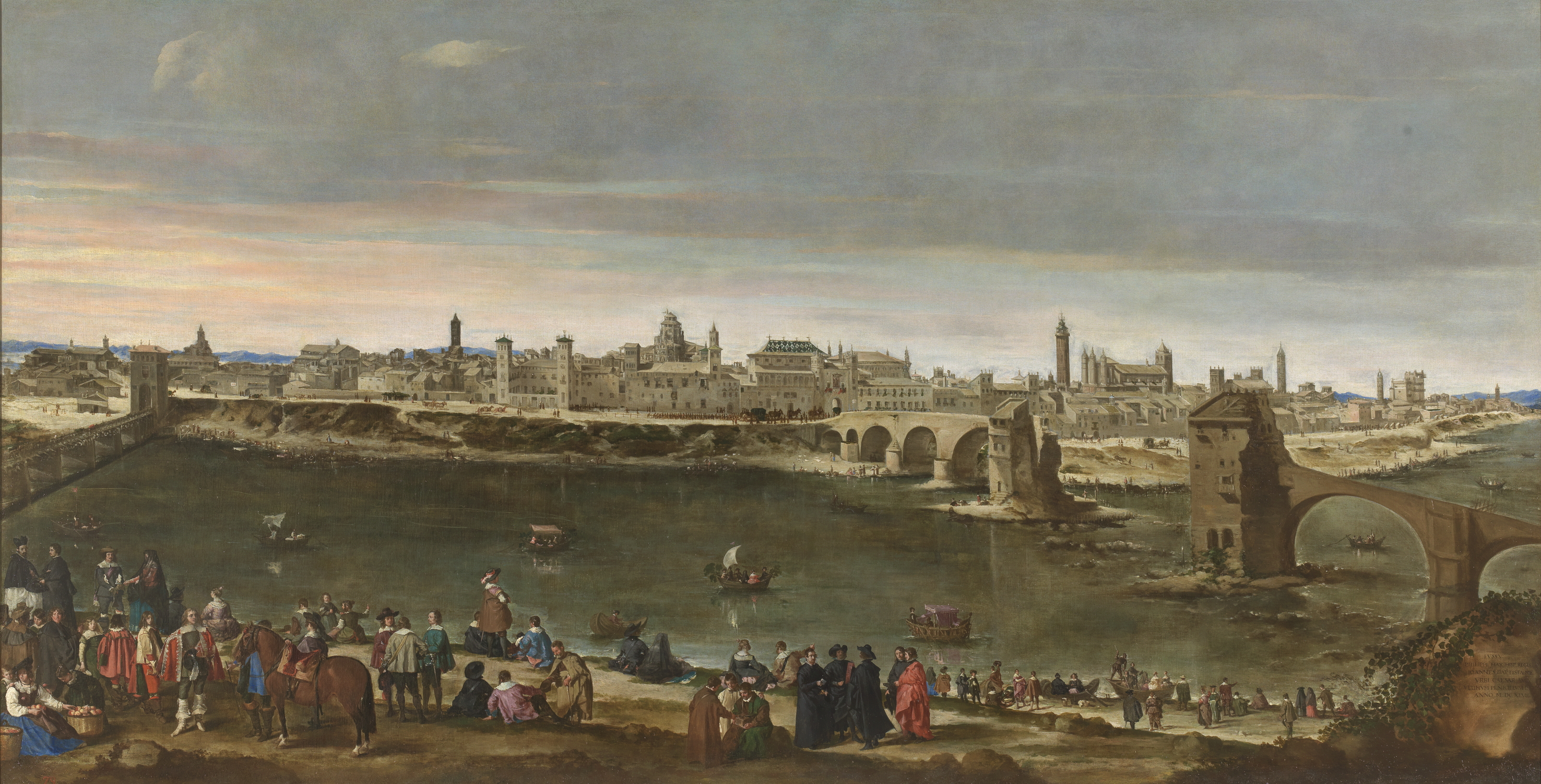
Vue de Zaragoza par Juan Bautista Martínez del Mazo, 1647

À la même époque, les dits « vieux-chrétiens », jaloux de la rapide ascension sociale de certains conversos, essaient de protéger leurs privilèges en instituant les statuts de « pureté de sang » (limpieza de sangre) qui interdisent à toute personne ayant des ancêtres juifs ou musulmans l’accès à un grand nombre de charges et fonctions. Se diffuse alors vers 1550, une œuvre manuscrite connue sous le nom de « Libro Verde de Aragón » qui révèle et démontre (avec des erreurs probablement volontaires) les origines juives des familles les plus puissantes du royaume. L'ouvrage est brulé dans un auto da fé sur la place du marché de Saragosse, en 1622, et interdit par la Pragmatique de 1623, bien que quelques exemplaires soient parvenus jusqu’à nous.

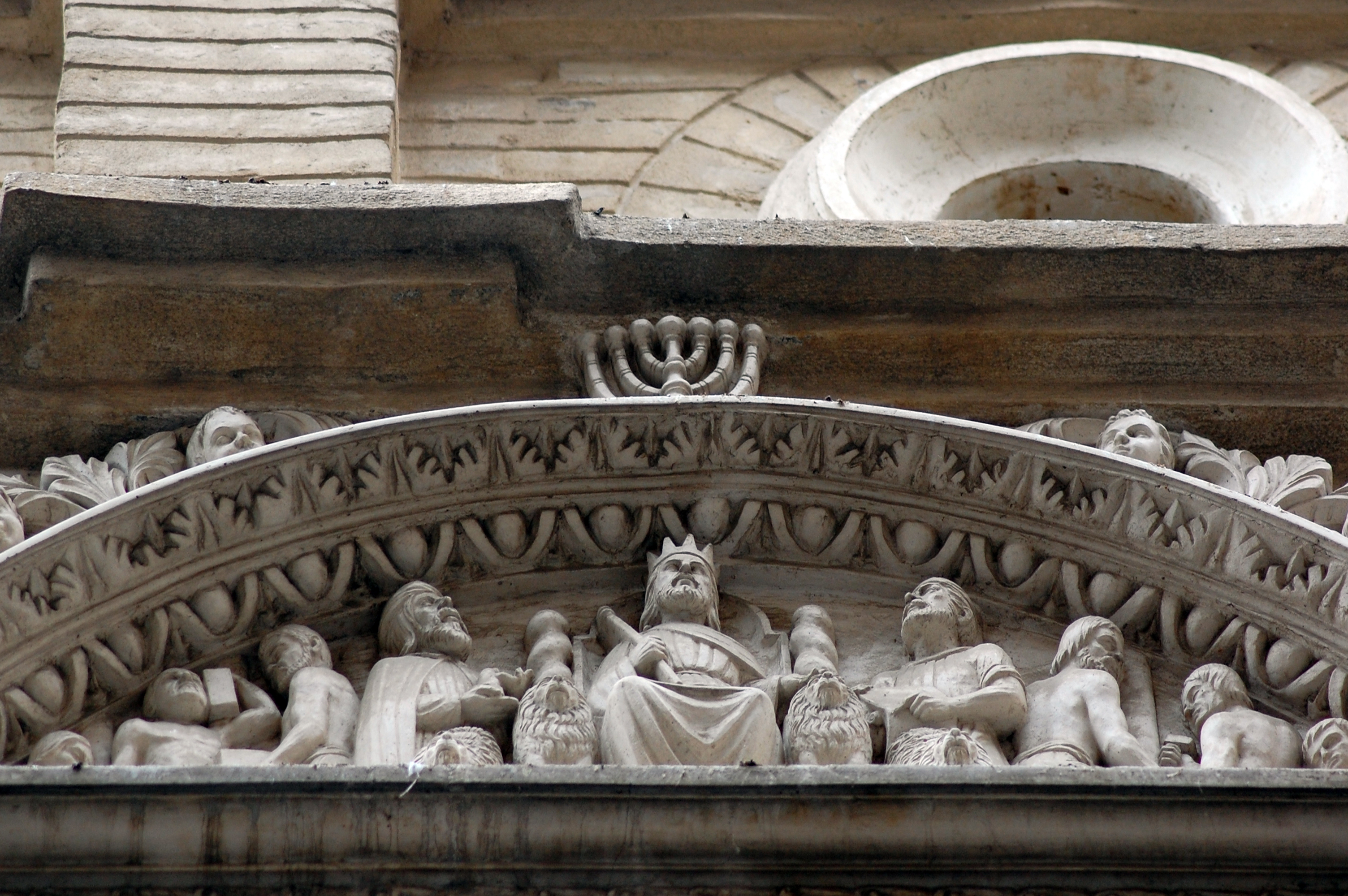
Menorah sur la maison des Morlanes

De la communauté juive de Saragosse, il ne reste que les bains rituels utilisés comme synagogue, hôpital, boucherie et prison dont le terrain est occupé maintenant par le Séminaire de San Carlos. Il descendait les rues de Don Jaime, Veronica, place San Pedro Nolasco, rue Santo Dominguito, place San Carlos et rue de San Jorge.
Ángel Sanz Briz, né à Saragosse, était appelé « l'ange de Budapest » car pendant la Seconde Guerre mondiale, il sauvait 5 000 juifs de l'Holocauste, 4 000 de plus que Oskar Schindler.

### XIXesiècle

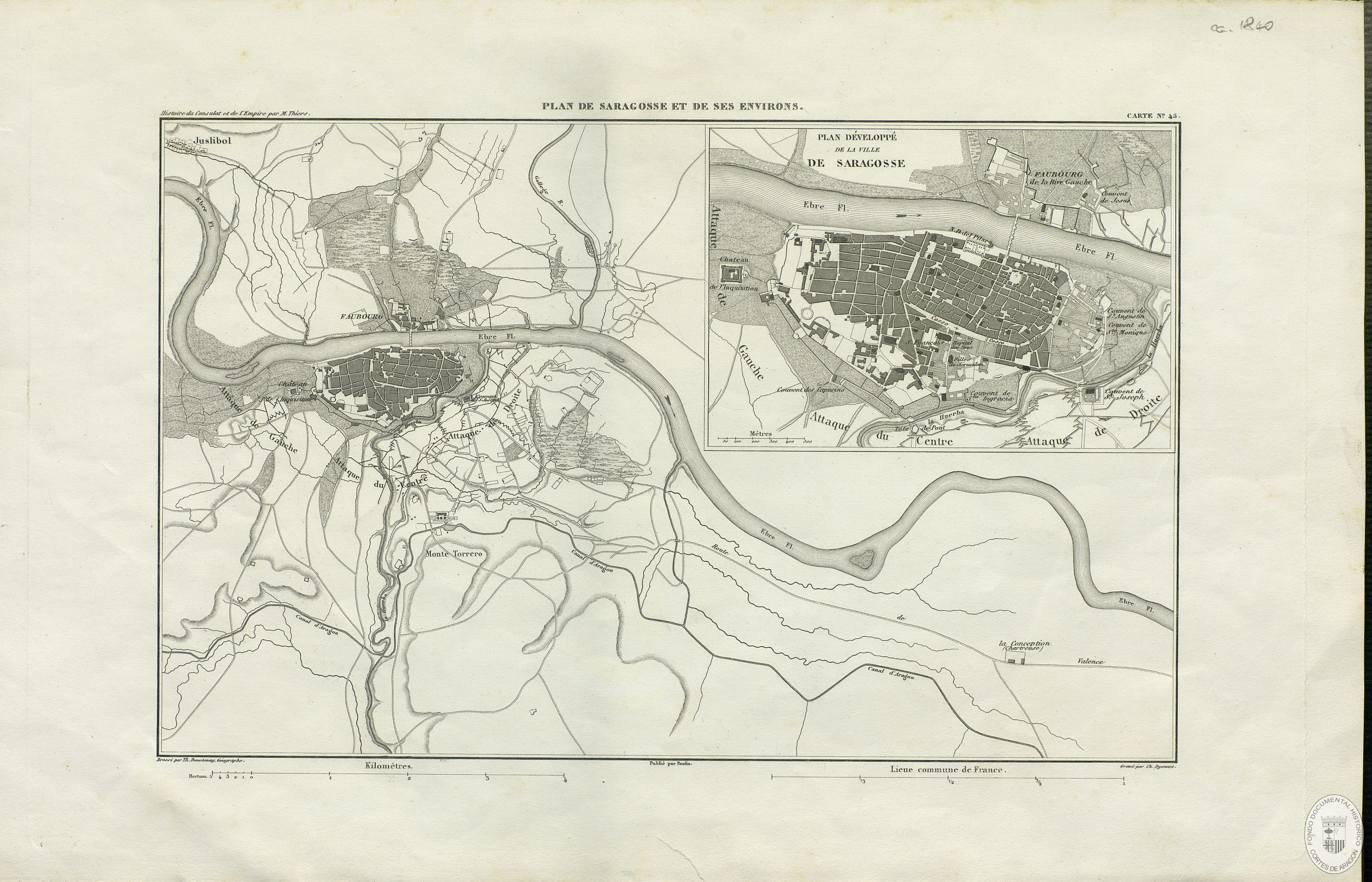
Plan de la ville et ses environs, v. 1840

Au début du XIXe siècle, Saragosse est le théâtre de deux sièges (en 1808 et 1809) pendant la guerre d'Indépendance espagnole, au cours desquels les Aragonais montrent leur détermination en opposant une résistance farouche aux troupes napoléoniennes, illustrant ainsi la volonté d'indépendance du peuple espagnol.
En juin 1808, la ville est investie une première fois par les Français, qui lèvent le siège le 14 août à l'annonce de la défaite de Bailen. Mais le 21 décembre, le maréchal Jean Lannes réapparaît avec 18 000 hommes. Jusqu'au 20 février 1809, jour de la capitulation, les habitants résistent farouchement sous les ordres du général José de Palafox y Melzi. Stimulés par le "fanatisme des moines" et le courage de personnages hauts en couleur (el tio Jorge, Agustina etc.), ils rendent impossibles les combats à découvert. C'est à la mine, dans les sous-sols, que les sapeurs de Lannes doivent progresser, maison par maison. À l'heure de la reddition, la ville a perdu, par les armes, la famine et les épidémies, plus de la moitié de ses habitants : 54 000 personnes.

Capitulation de Saragosse, conservée aux Archives nationales de France
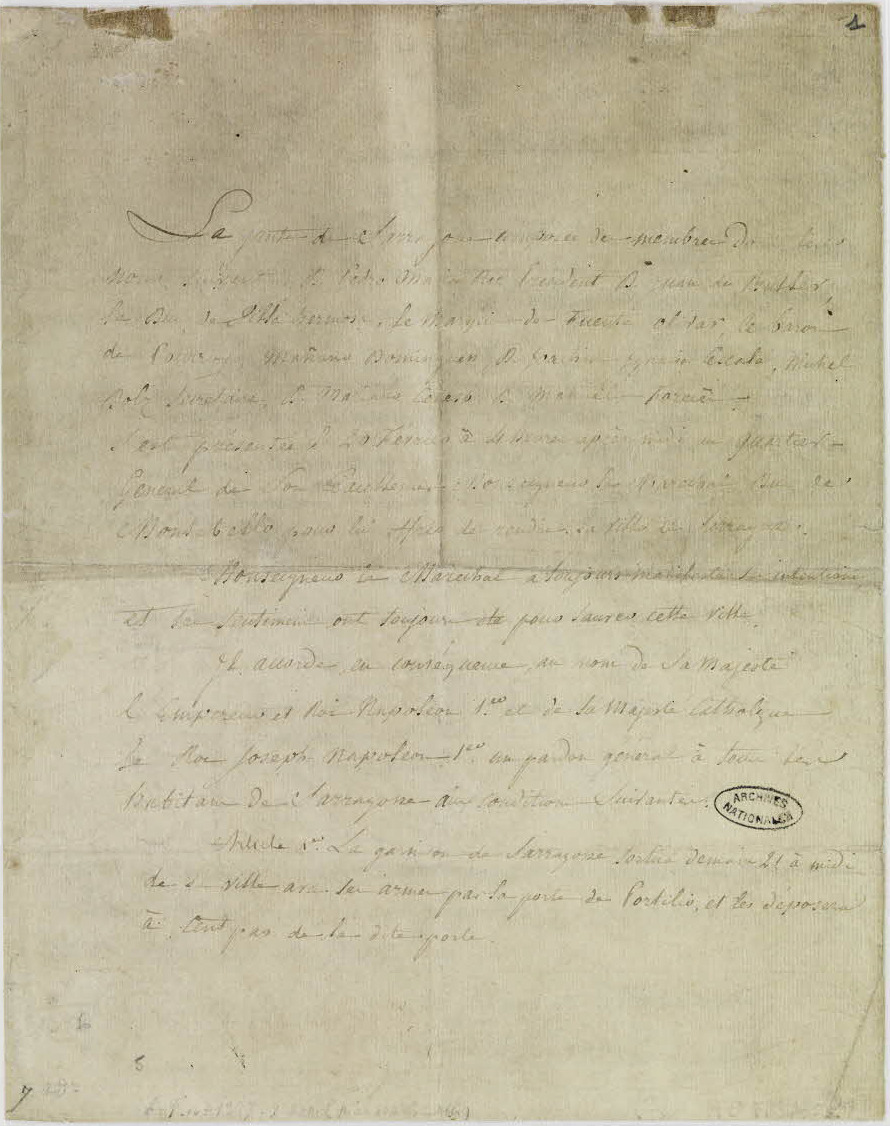
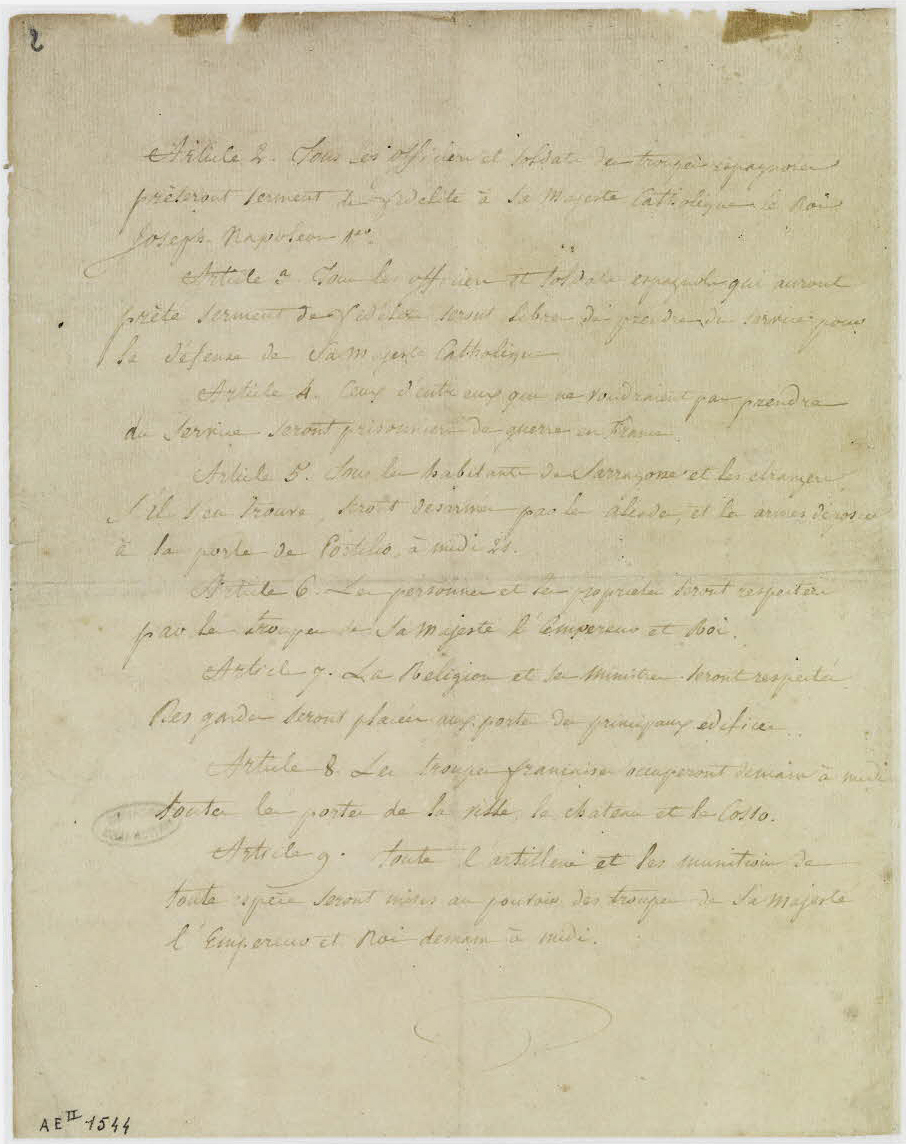
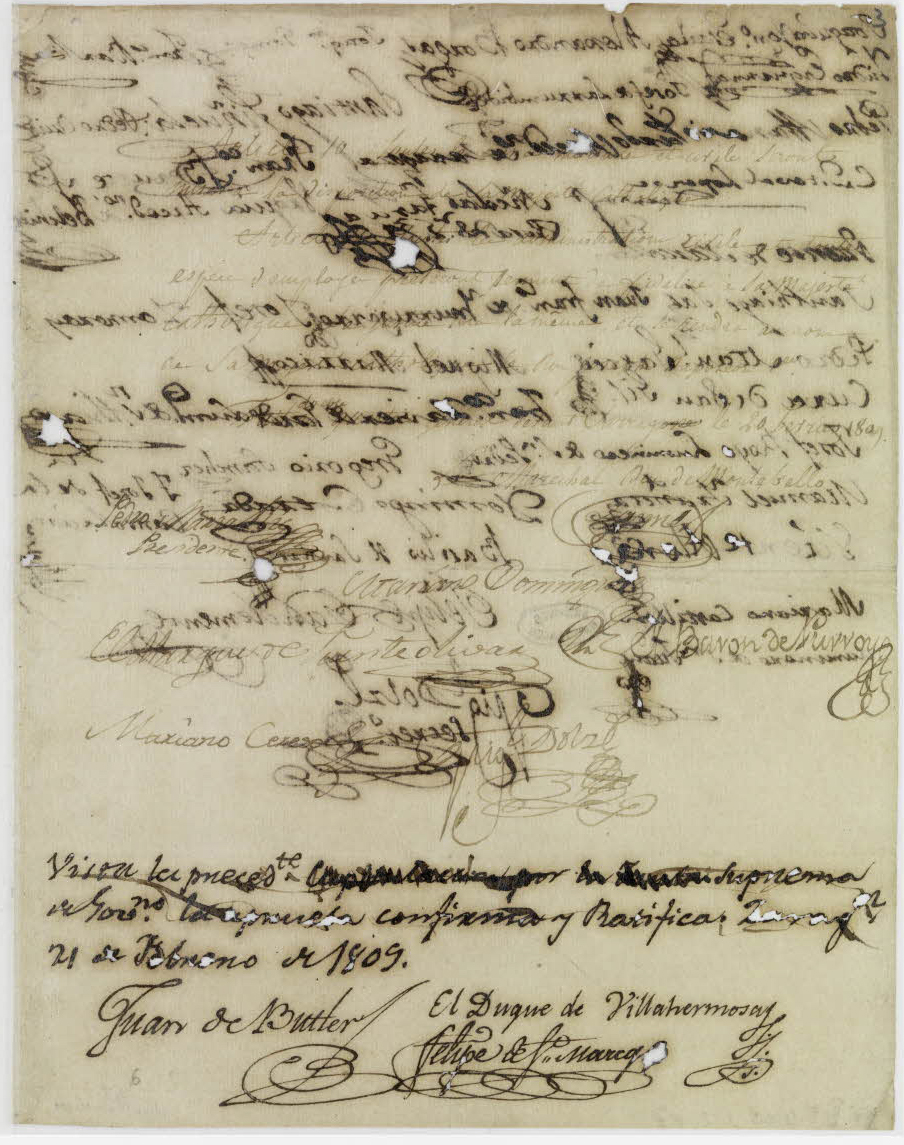
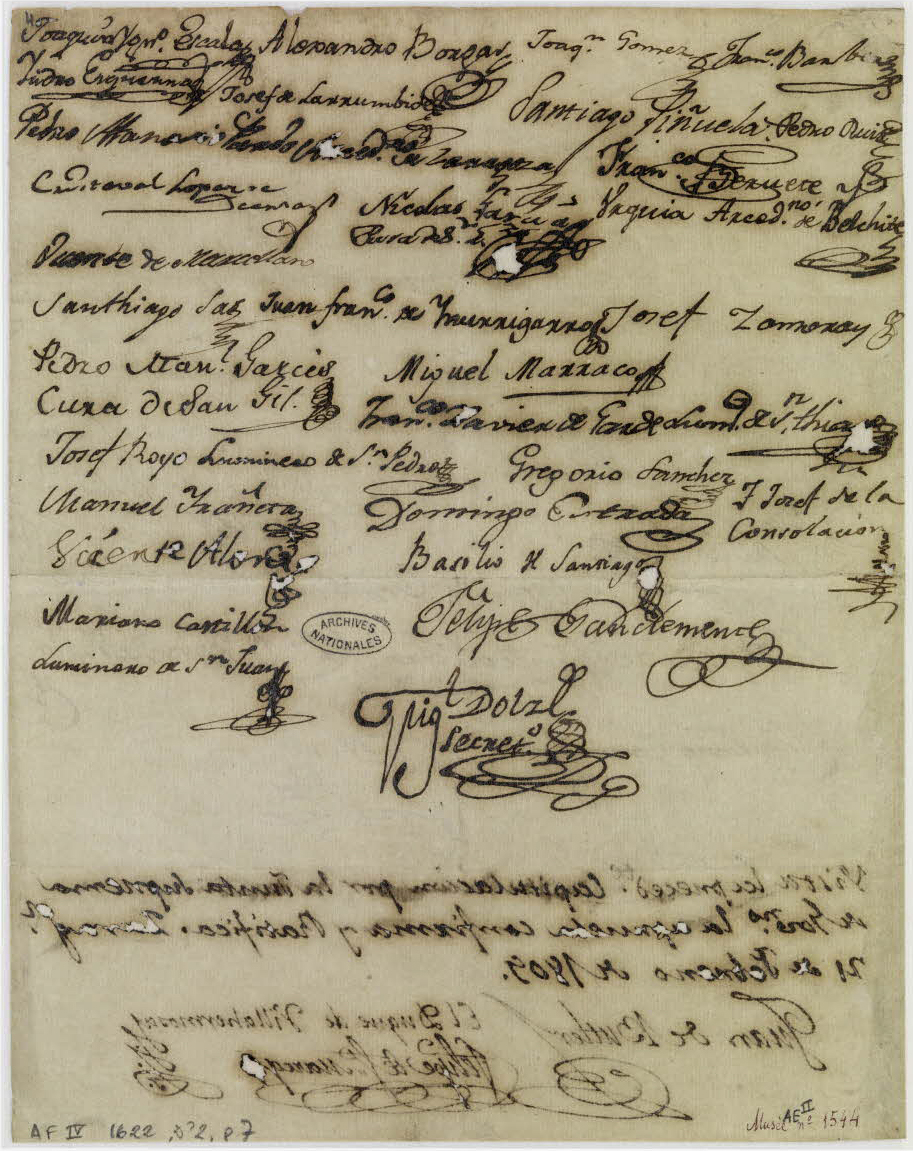

À la suite de cette dévastation par l'armée française), la ville a été, en grande partie, reconstruite au XIXe siècle Seule la porte du Carmen porte encore les traces de la mitraille.

### XXesiècle
- Révolution sociale espagnole de 1936, Guerre d'Espagne (1936-1939)
  - Miguel Cabanellas (1872-1938), général de la garnison de Saragosse, nommé par le gouvernement de Manuel Azaña, passé à la rébellion nationaliste en juillet 1936
  - Colonne Durruti (1936)
  - Junta de Defensa Nacional, Conseil régional de défense d'Aragon (1936-1937)
  - Offensive de Saragosse (1937), Bataille de Belchite
  - Offensive d'Aragon (1938)
- Zaragoza Air Base (en), en partie utilisée par l'armée américaine (1958-1992)
- Attentat contre le siège de la Garde civile de Saragosse (es) (1987)
- Accident de radiothérapie de Saragosse (1990)

### XXIesiècle

#### La ville
Juan Alberto Belloch, membre du PSOE, est maire de la ville depuis les élections municipales du 25 mai 2003, ayant battu le maire sortant, José Atarés Martínez. Il fait tandem avec le président de la région autonome d'Aragón, Marcelino Iglesias, également membre du PSOE. Fin 2007 est présenté un grandiose projet de l'International Leisure Developpement intitulé Gran Scala qui veut ainsi créer près de Saragosse une véritable cité à vocation touristique alliant jeu, loisirs et culture.
Saragosse a organisé l'exposition internationale (et non universelle) de 2008. Le thème central était L'Eau et le Développement durable, préfigurant les grandes ambitions de la ville. 106 pays y participèrent, et plus de cinq millions de visiteurs sont passés par Expo Zaragoza 2008 durant les 93 jours d'ouverture. Ce fut une belle vitrine pour la ville, qui mit ainsi en avant sa capacité à organiser des évènements internationaux majeurs.

Vues sur Saragosse
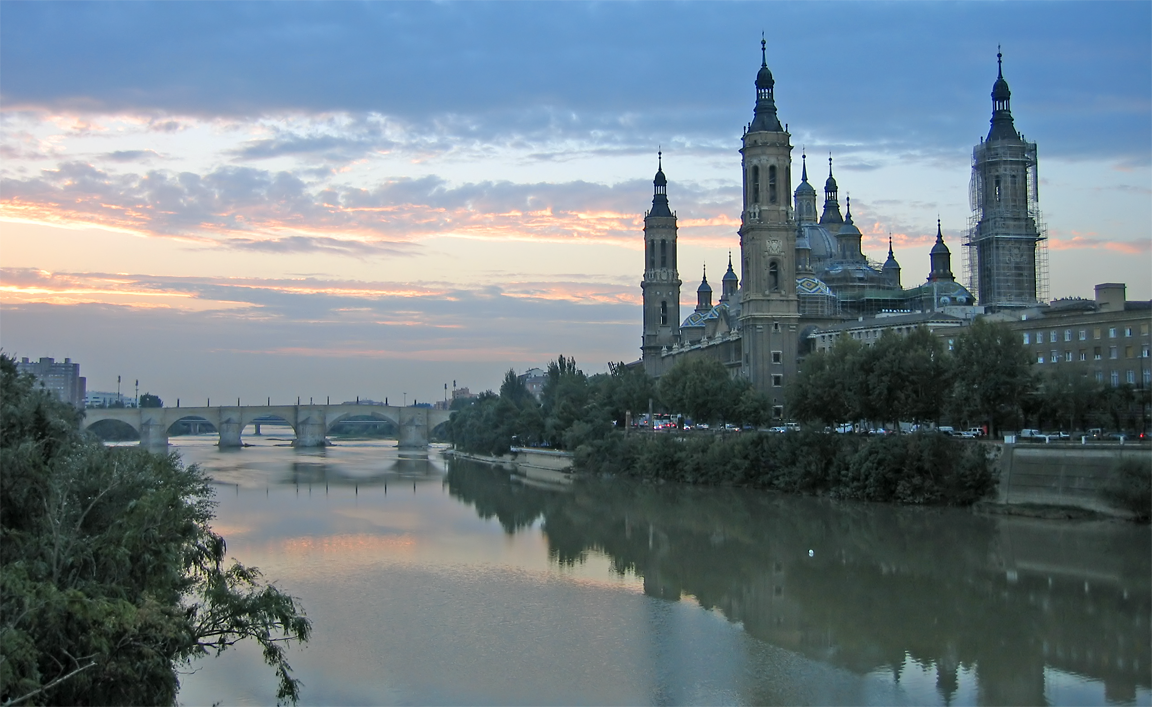
L'Èbre à Saragosse.
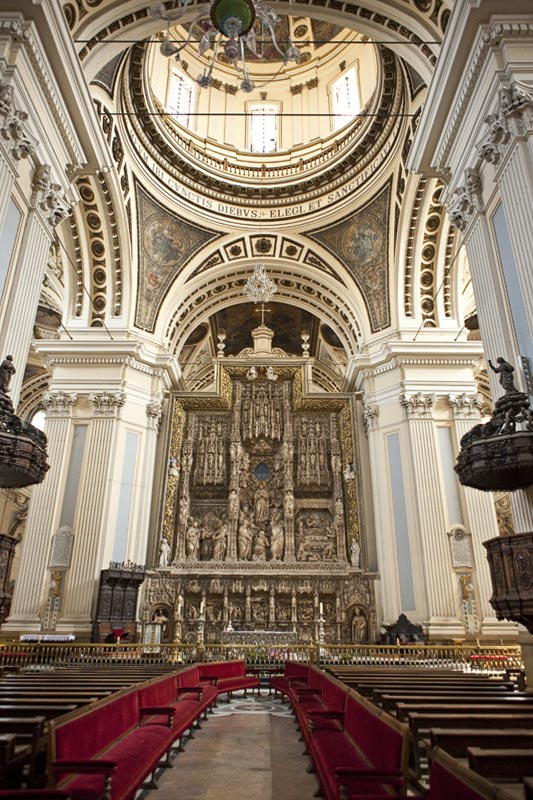
L'intérieur de la cathédrale.
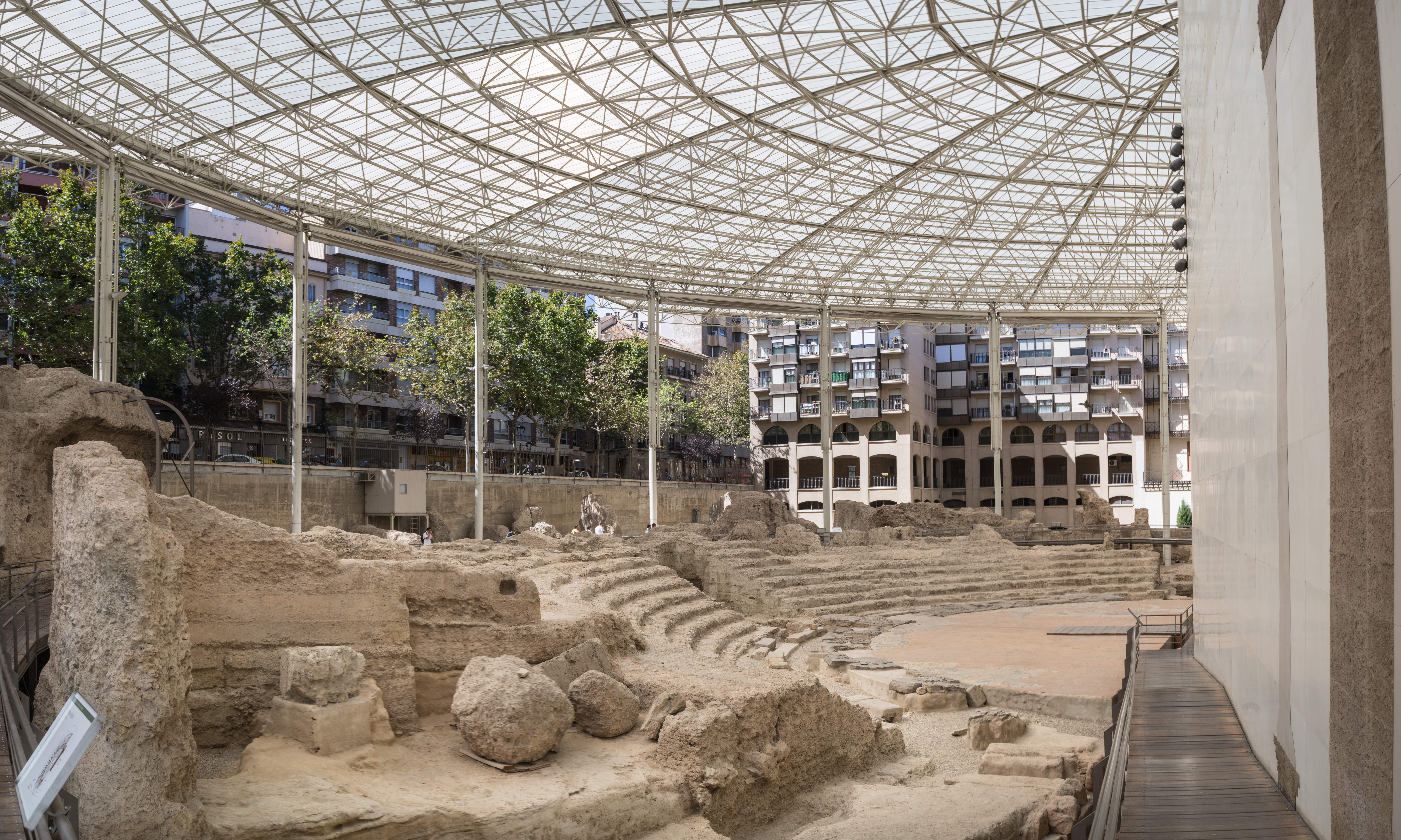
Musée du théâtre romain
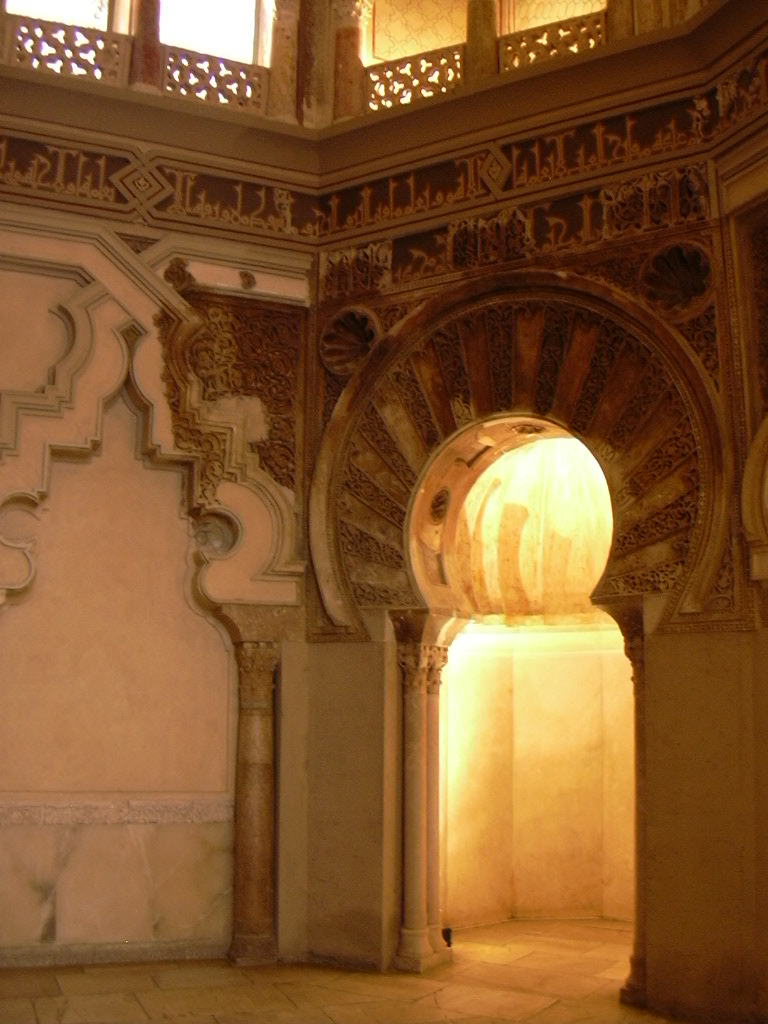
Palais de la Aljafería.
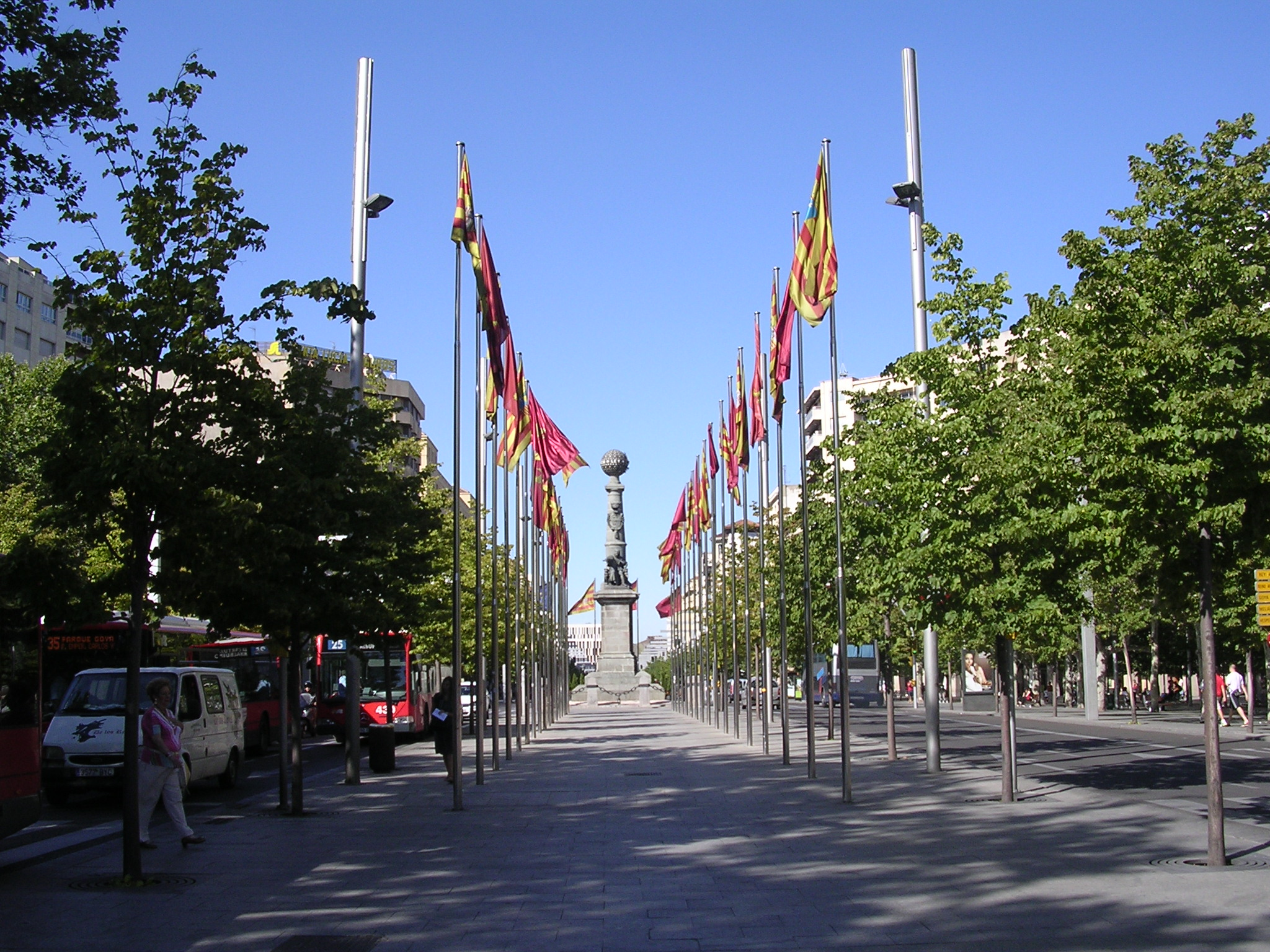
Place d'Aragón
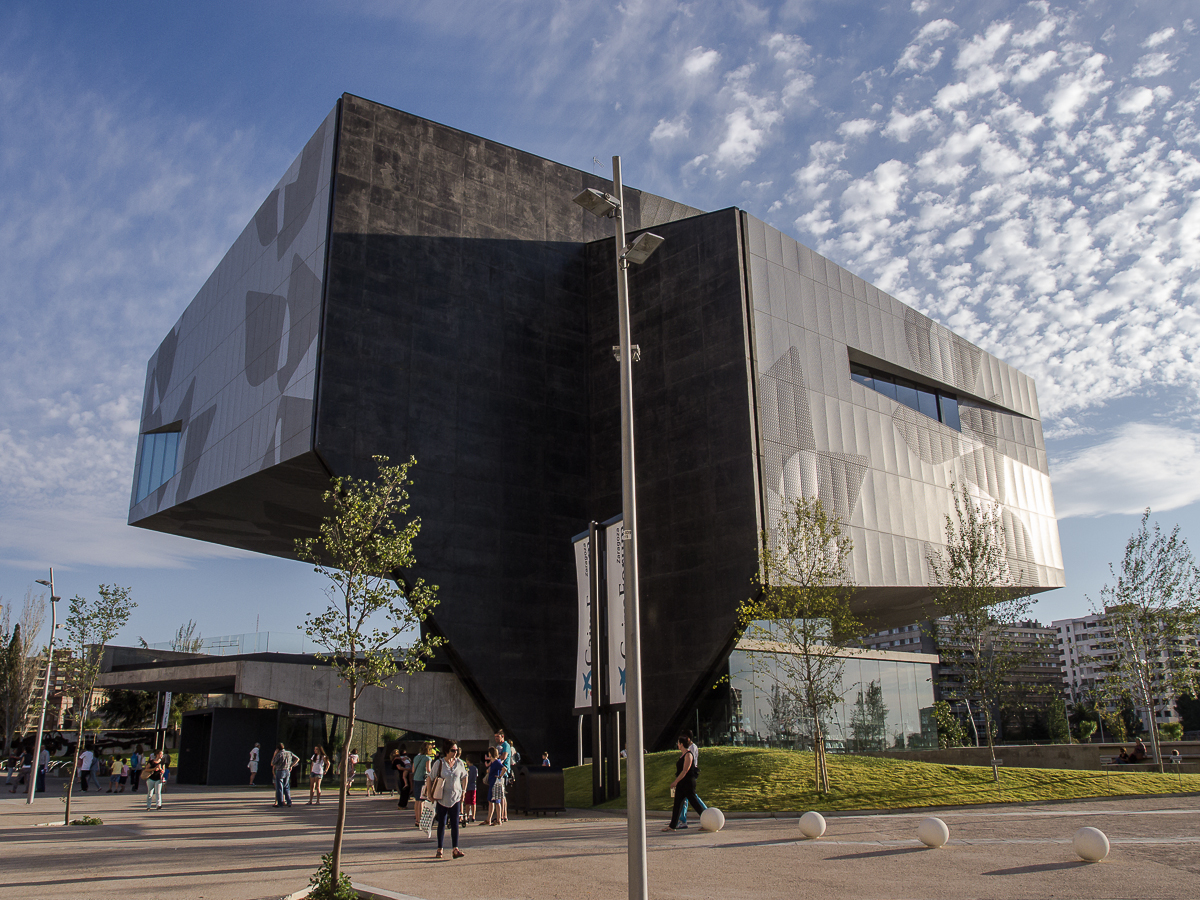
Forum Caixa
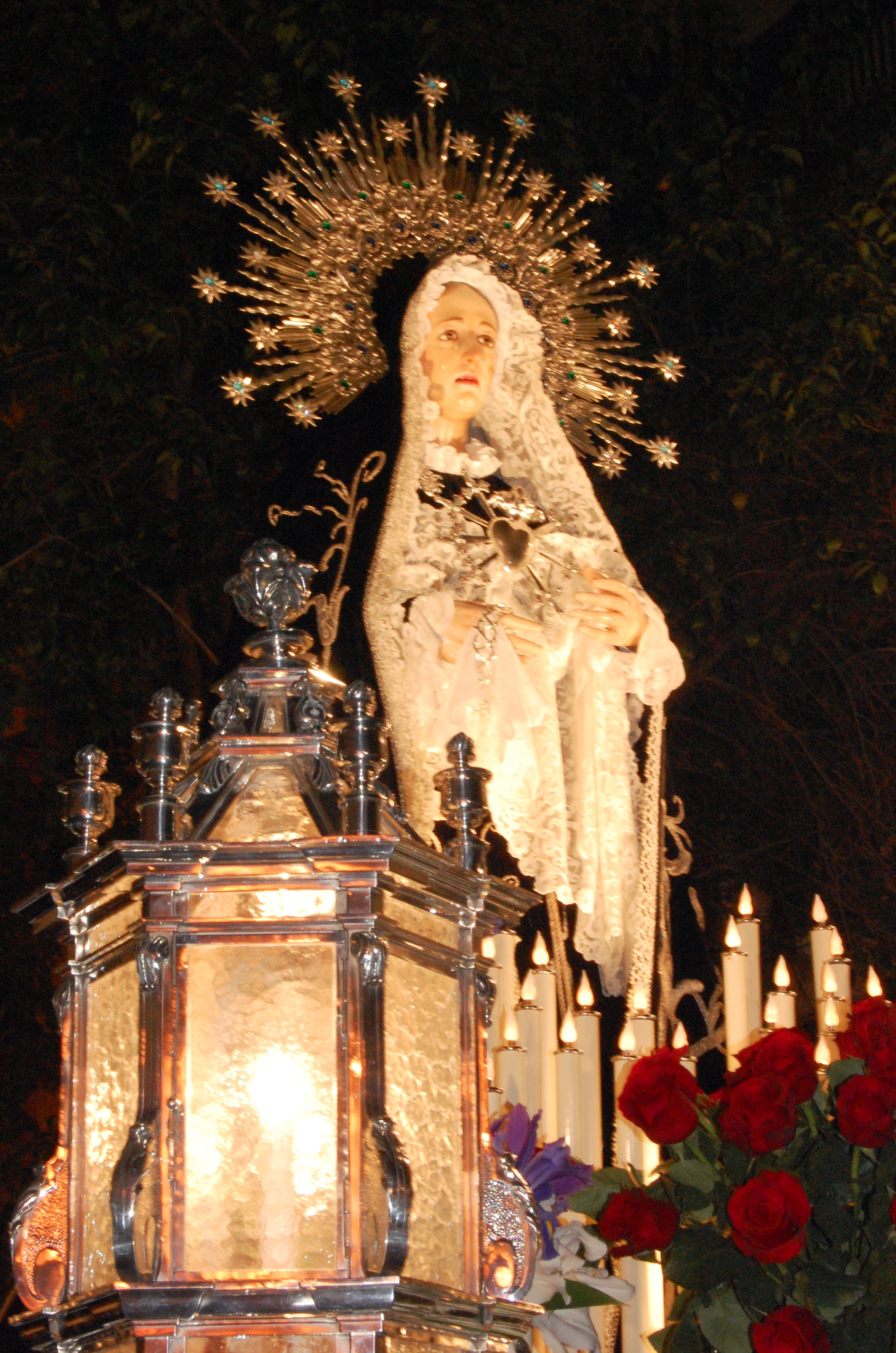
Vierge des Douleurs lors de la Semaine sainte
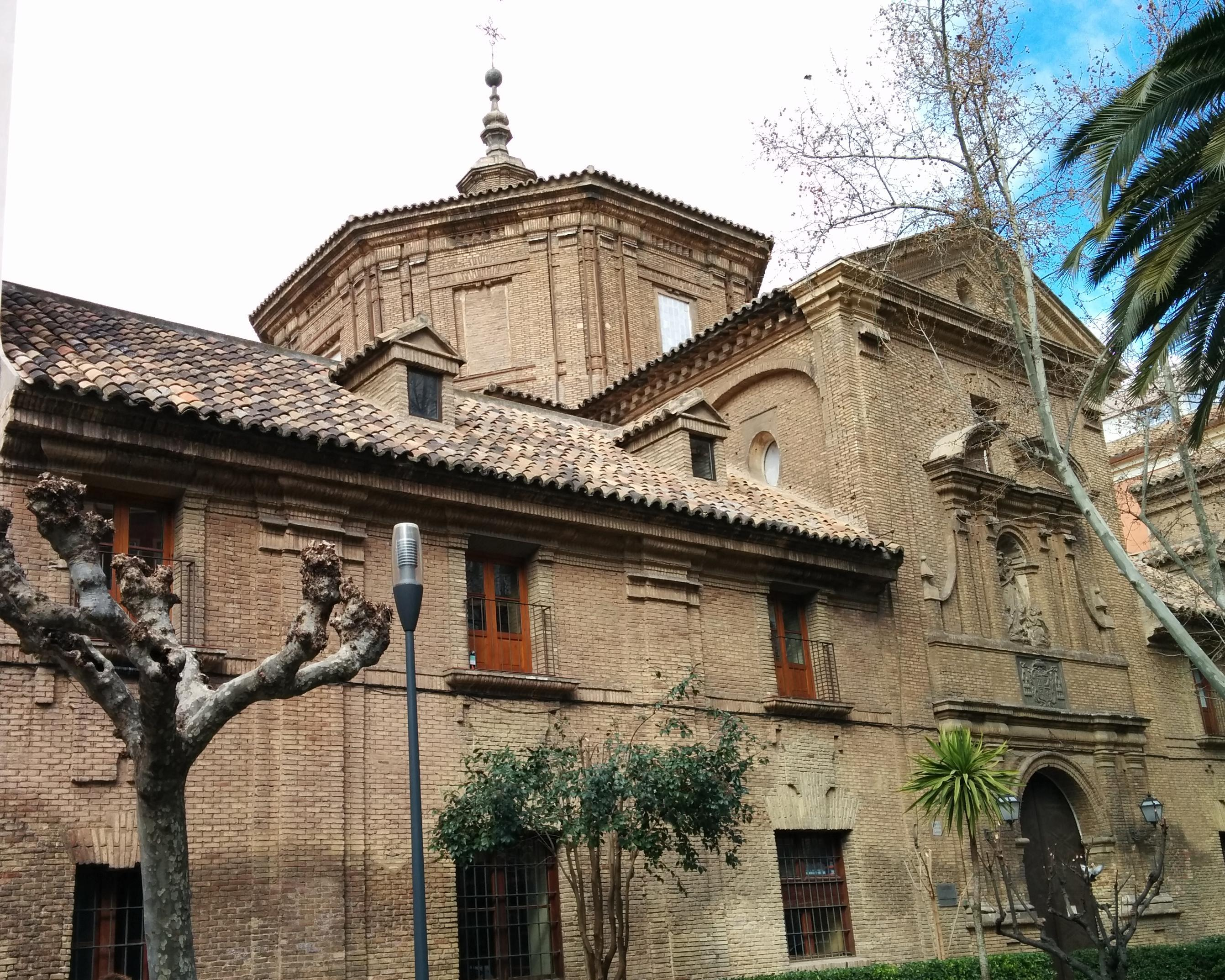
Hôpital Provincial
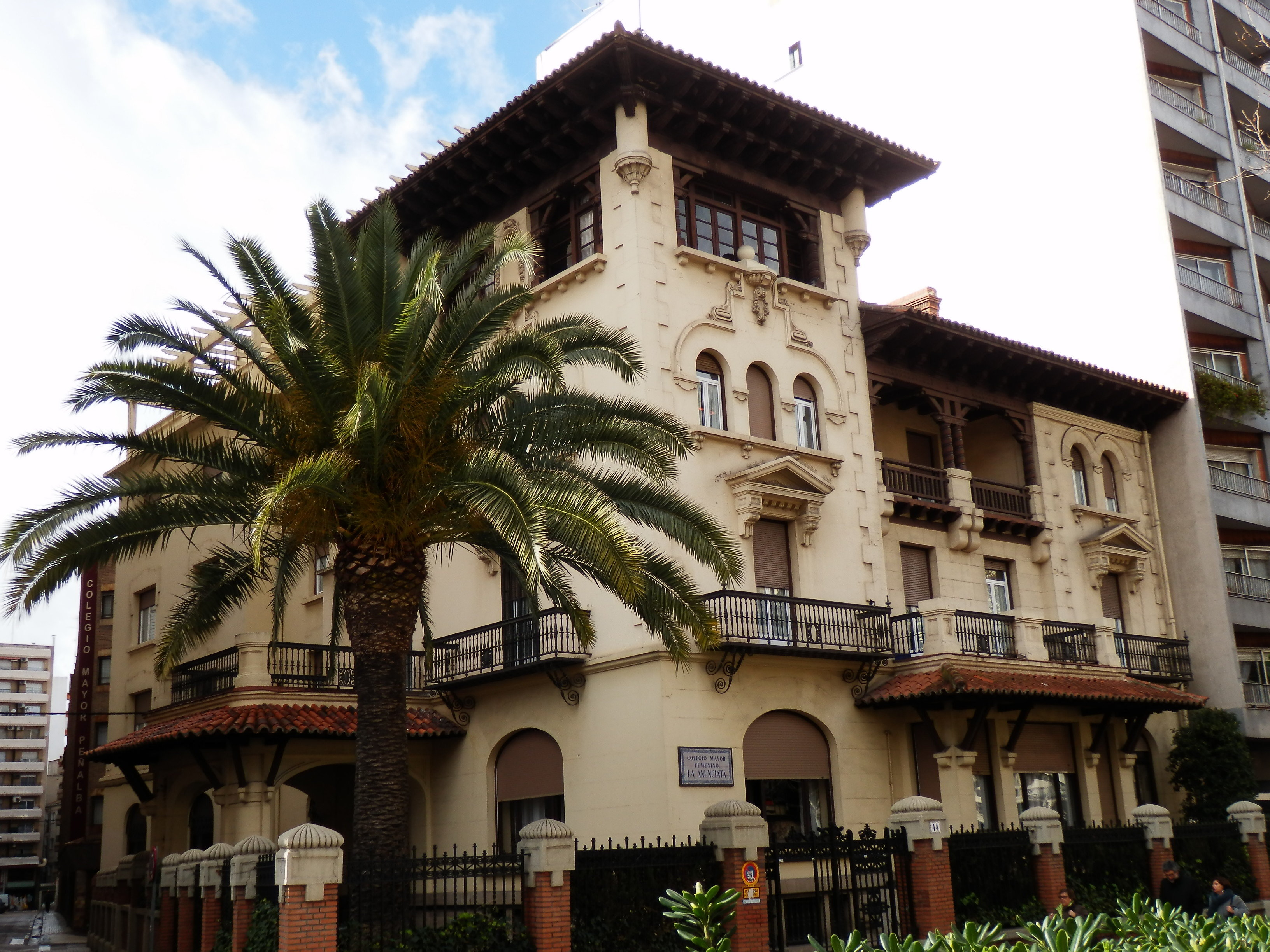
Lycée de l'Annonciation
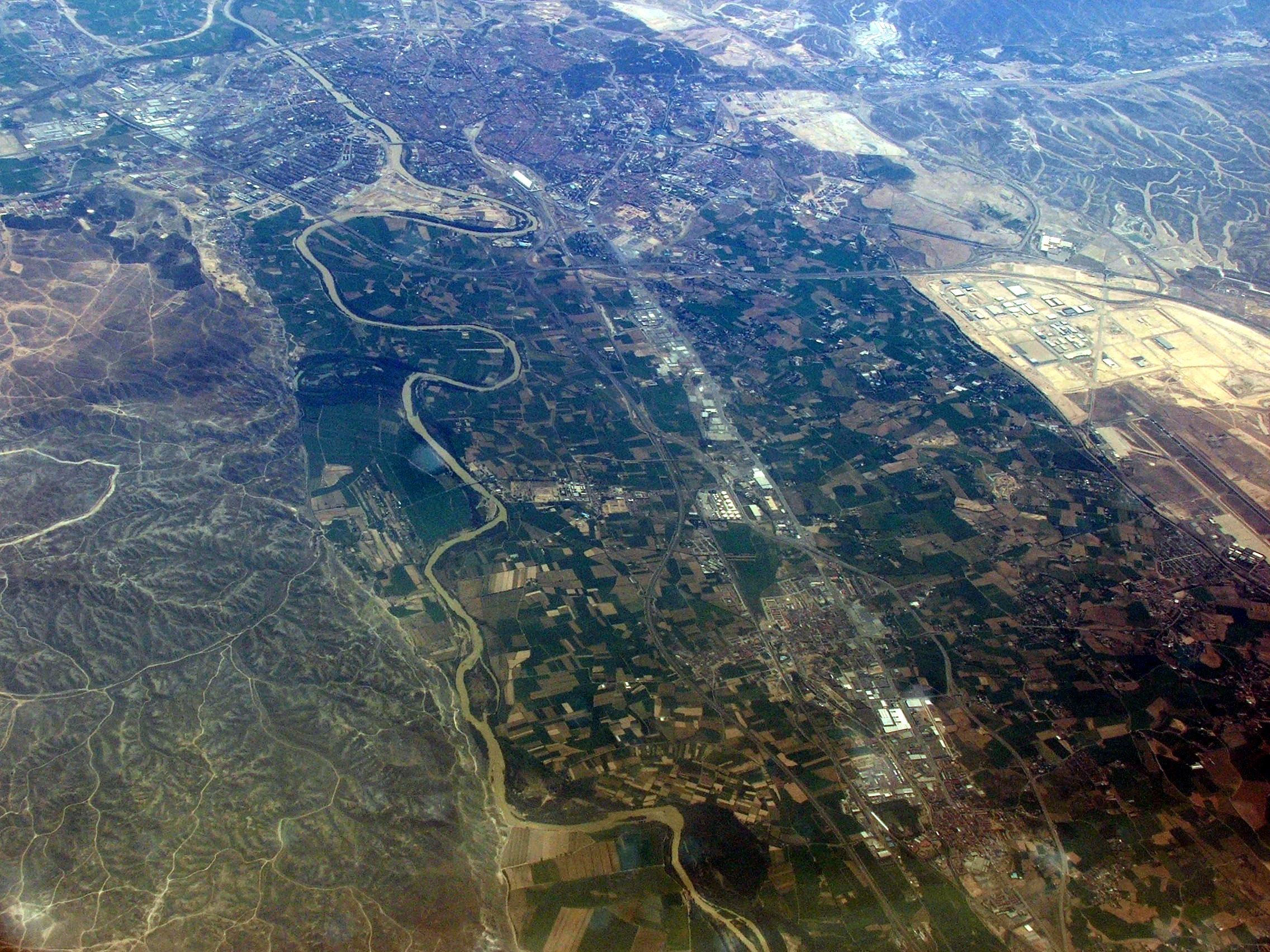
Vue aérienne
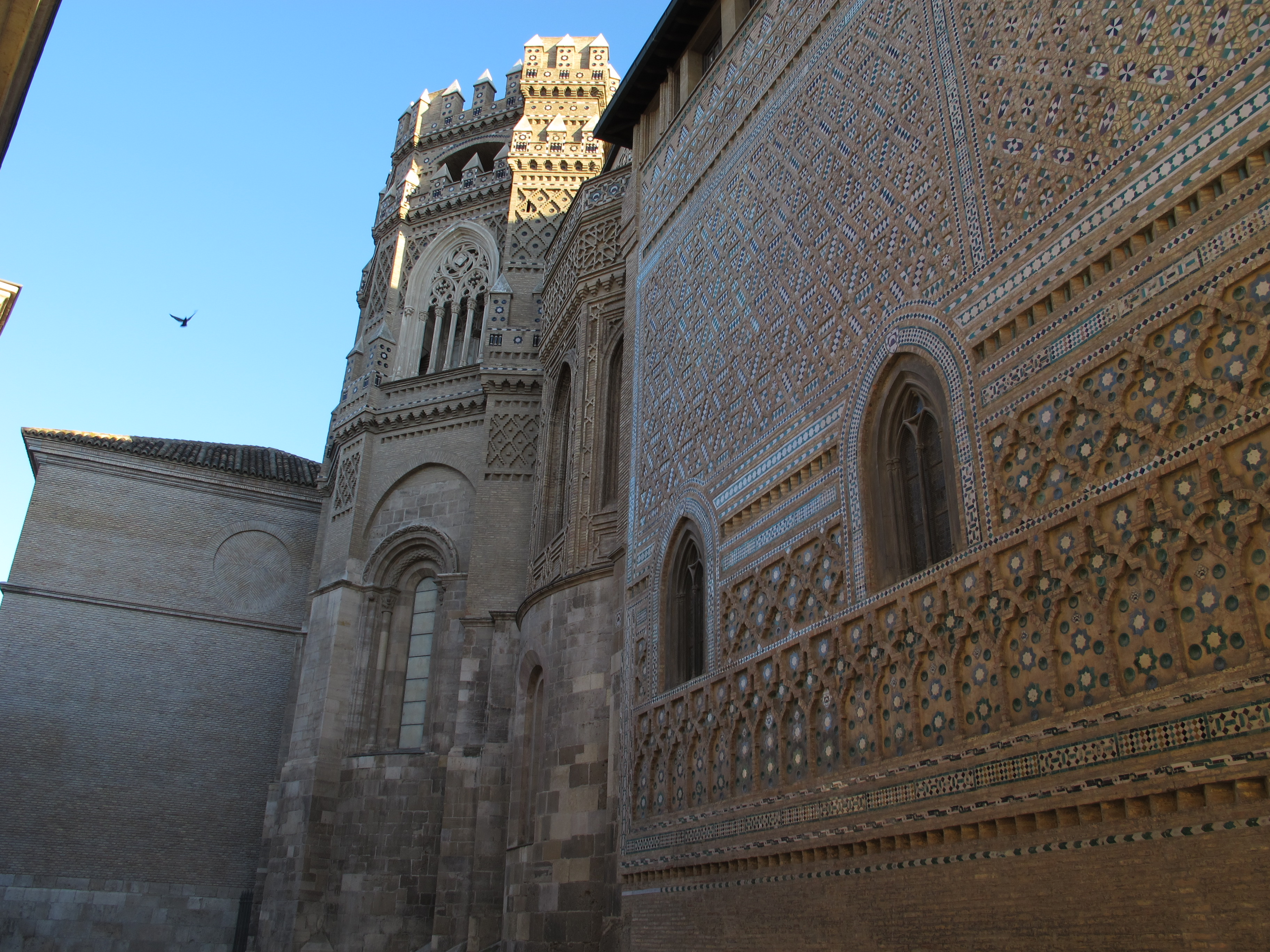
vue de la Cathédrale de La Seo
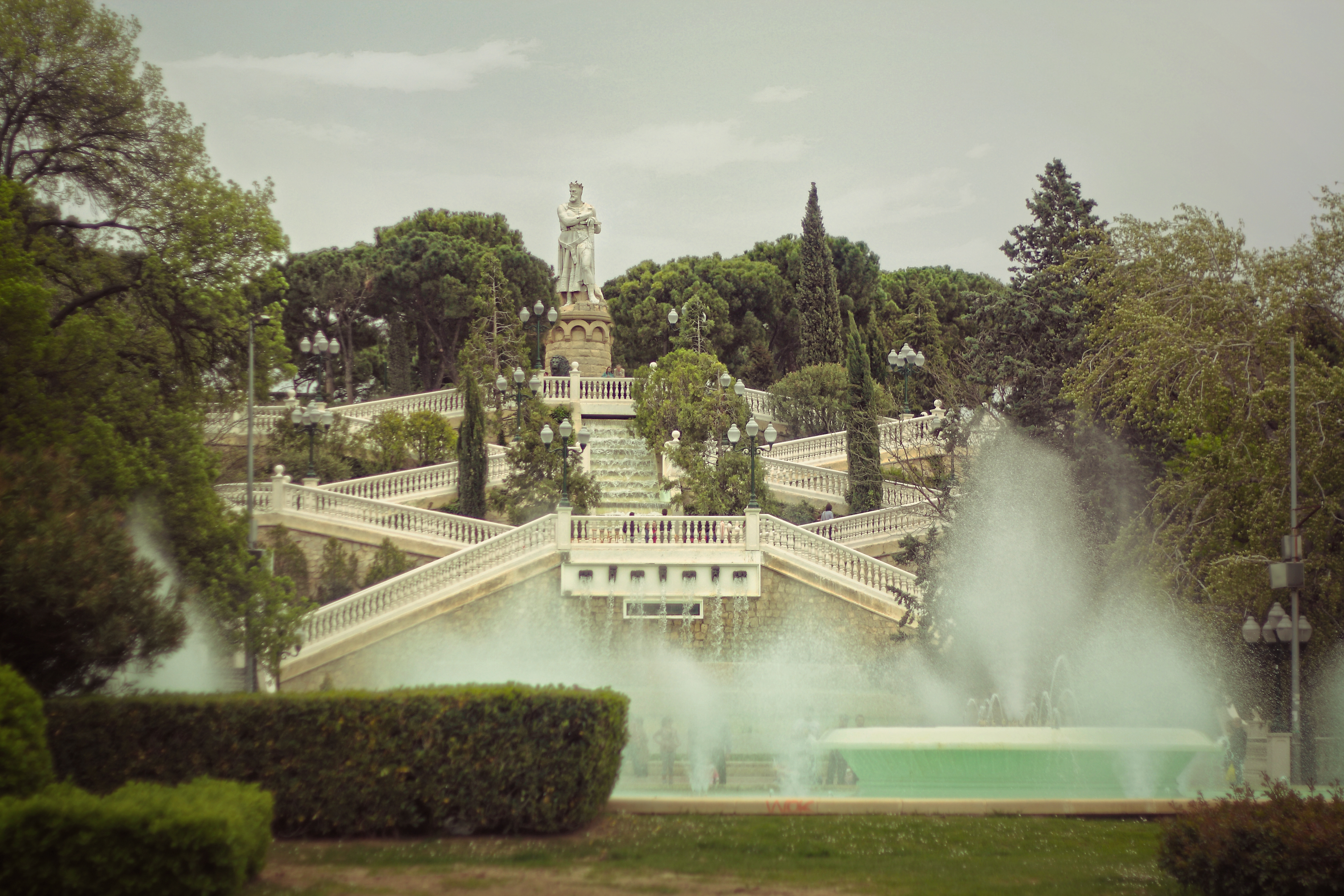
Parque Grande José Antonio Labordeta
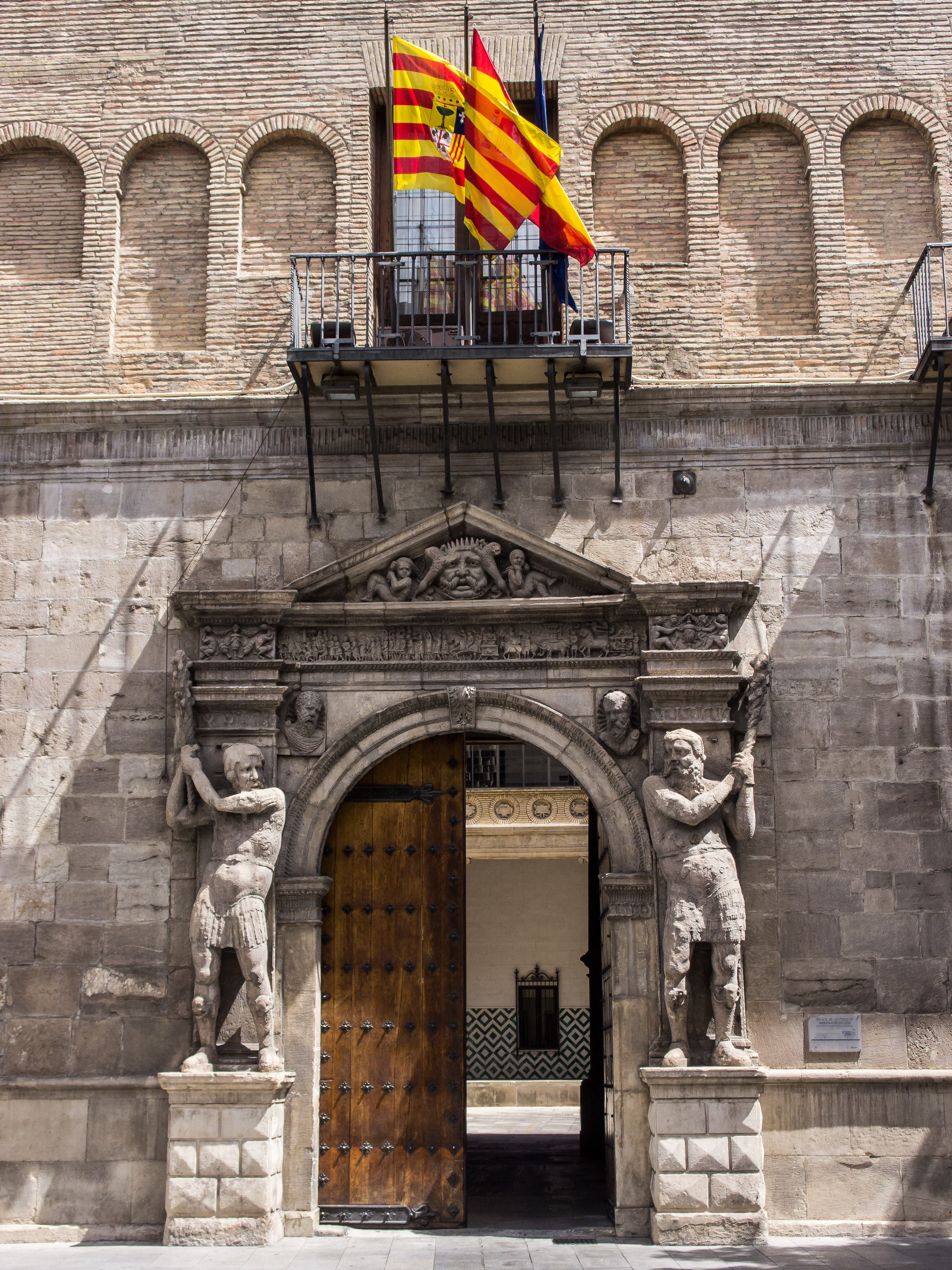
Palais de los Condes de Morata
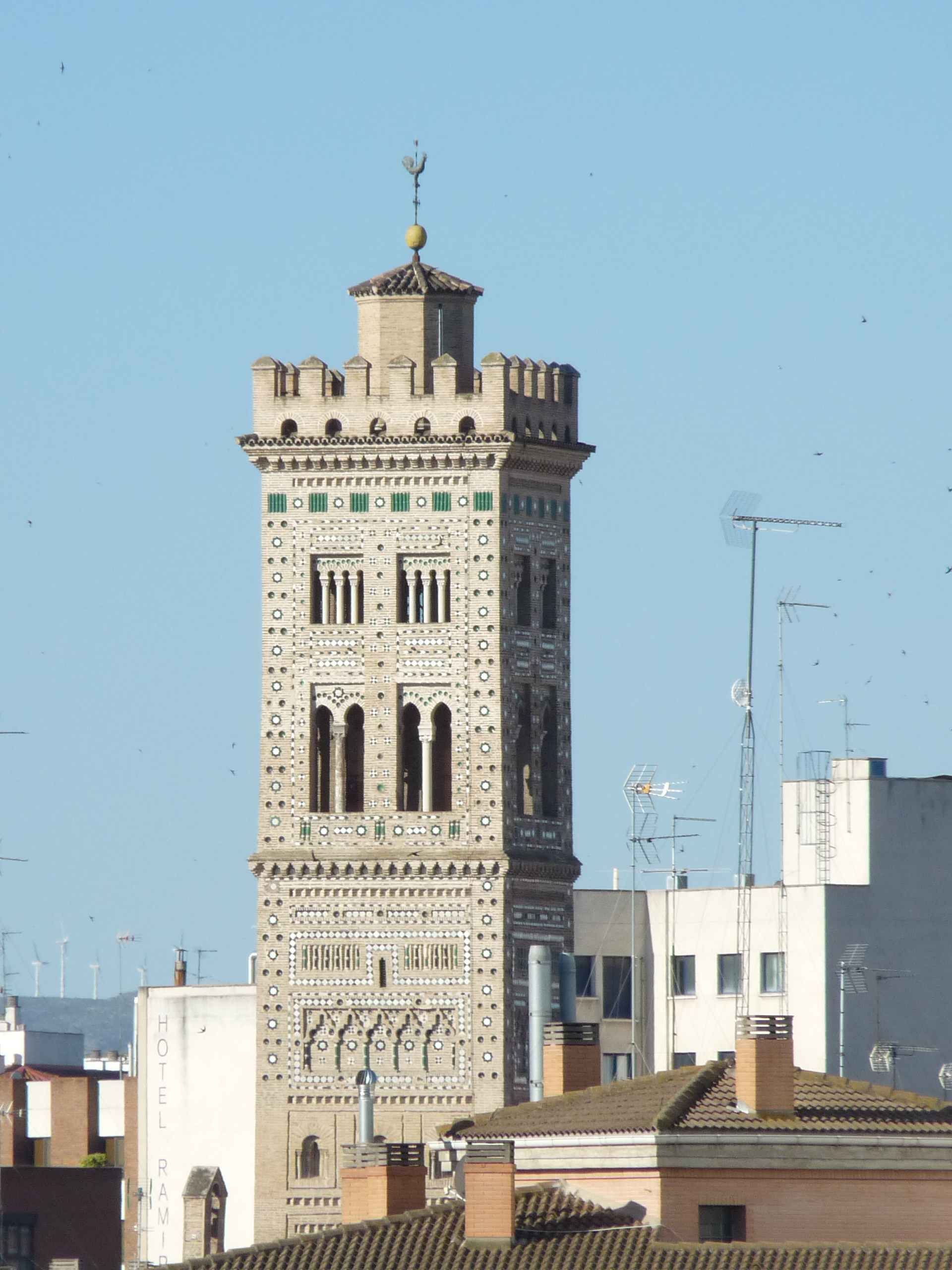
Tour mudéjar de l'Église de la Magdalena
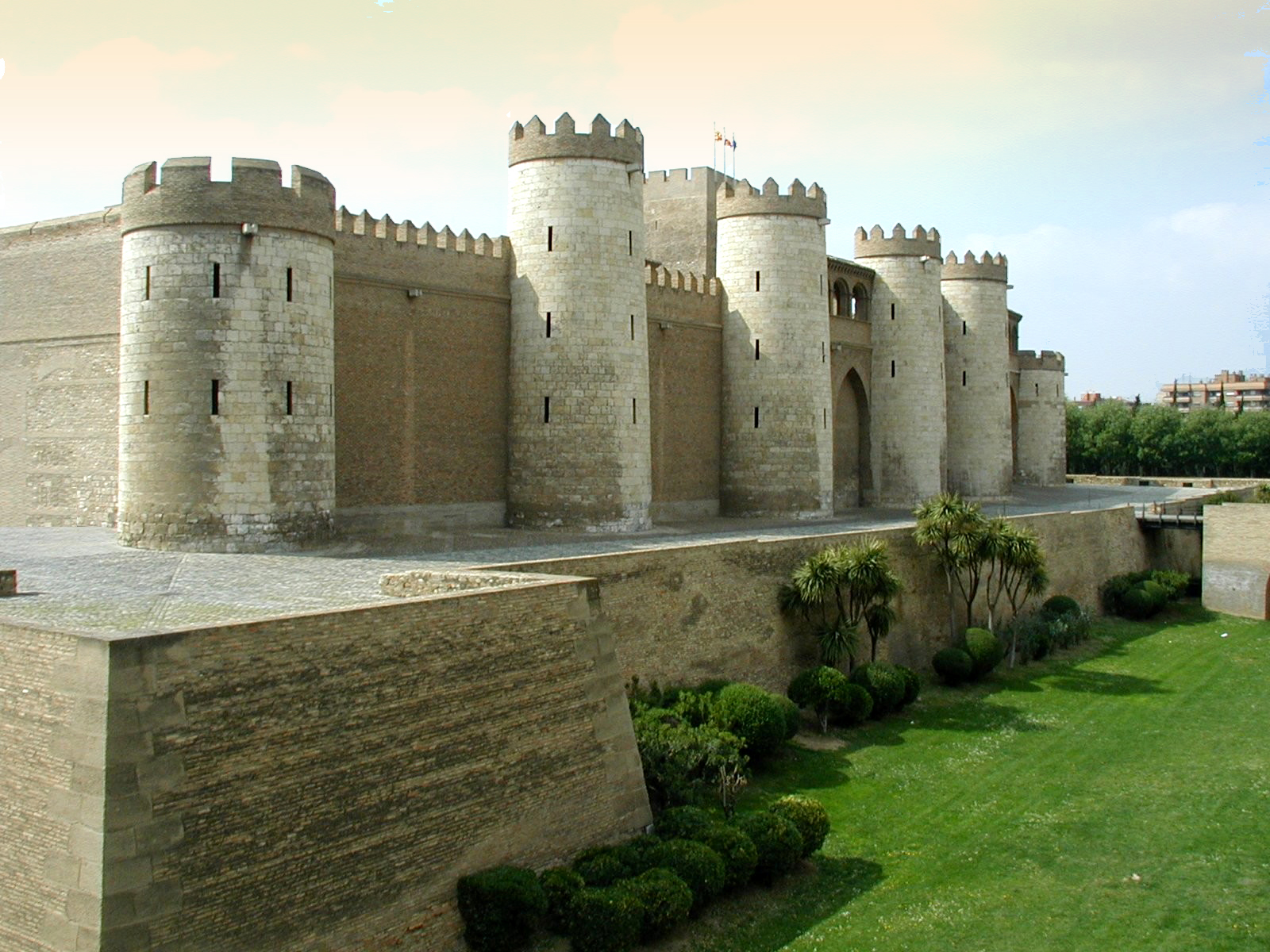
Façade de l'Aljafería
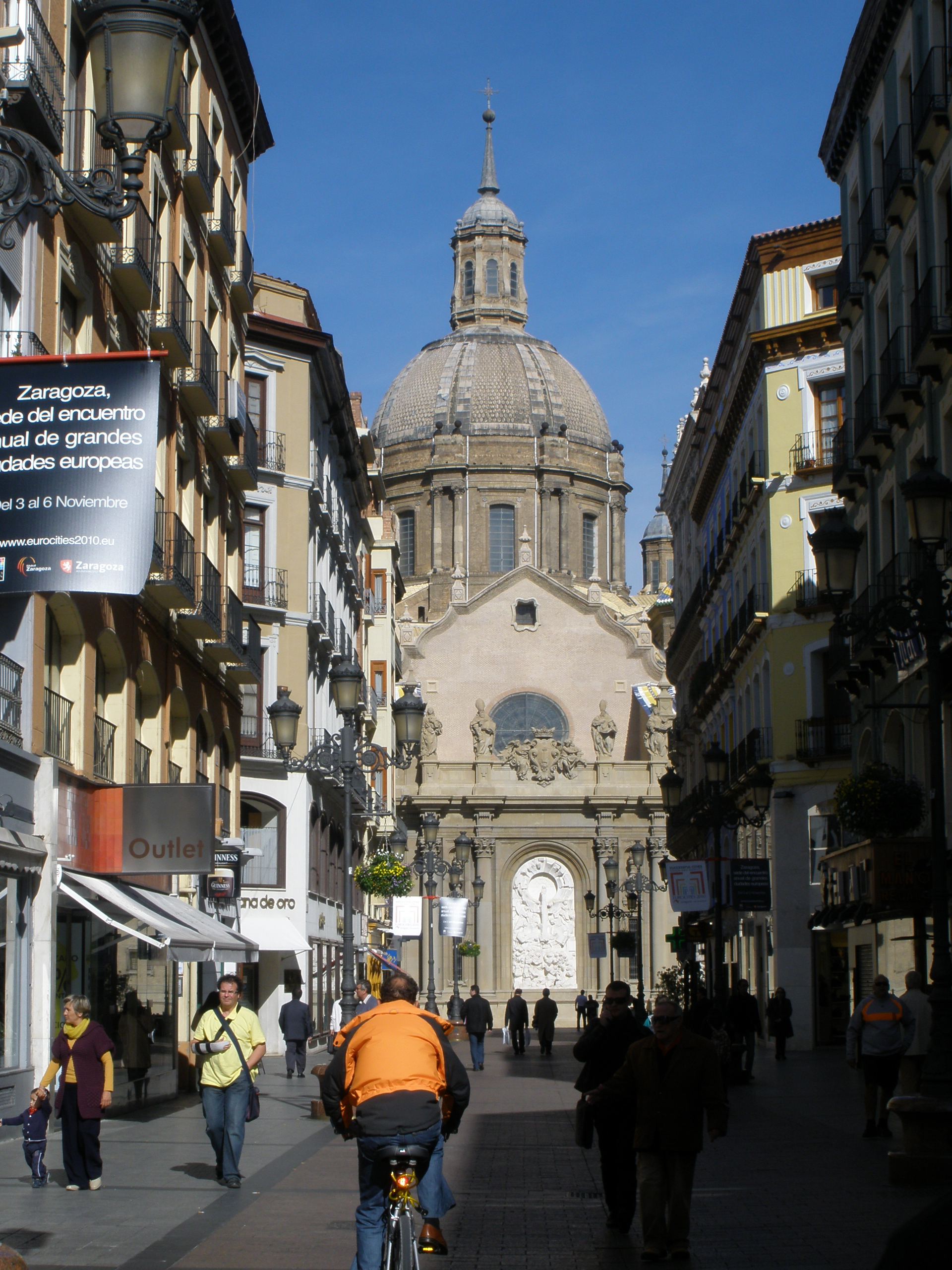
Vue de Notre Dame du Pilar
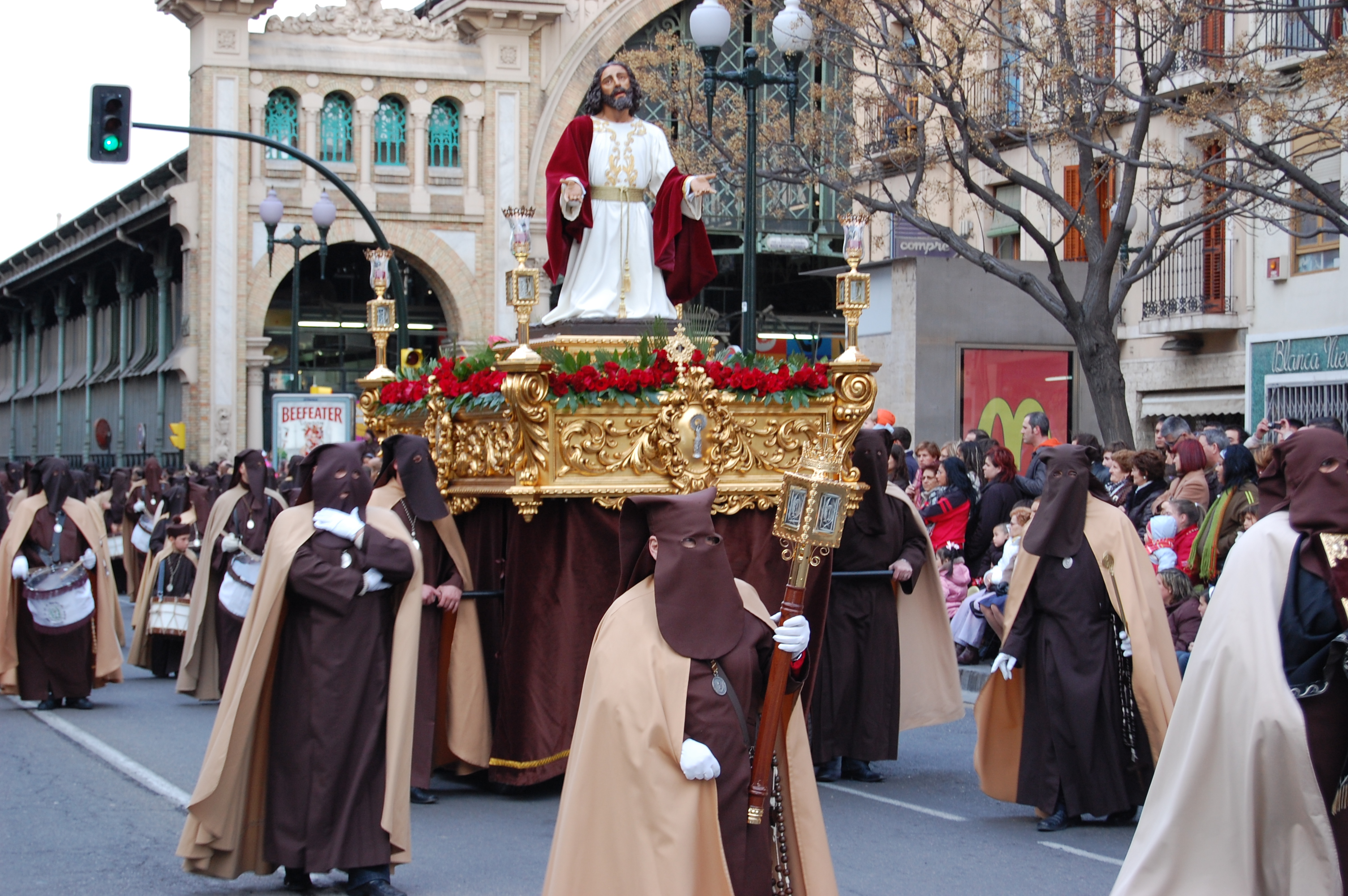
Pâques à Saragosse

## Politique et administration

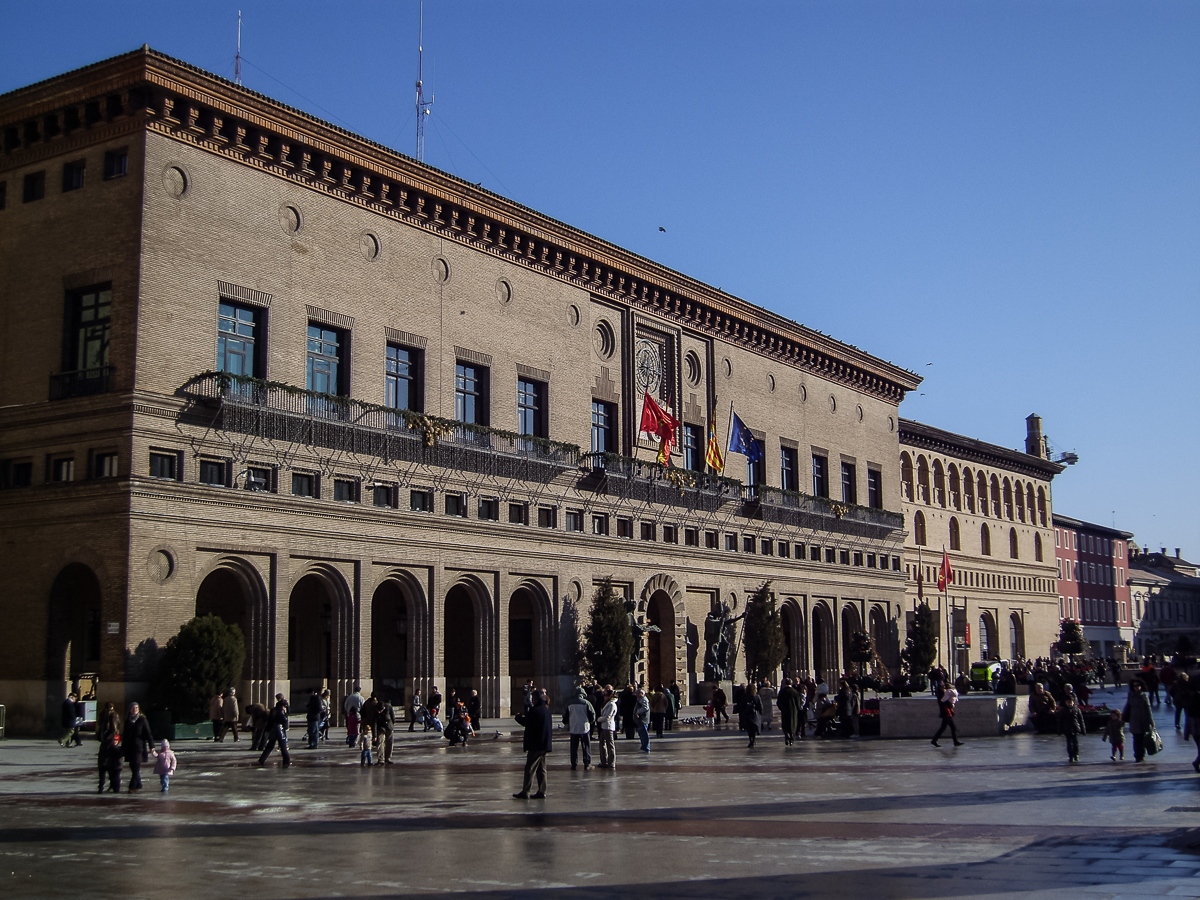
L'hôtel de ville de Saragosse.

Saragosse appartient à la province éponyme et à la communauté autonome d'Aragon, dont elle constitue dans les deux cas la capitale. Elle accueille donc le siège de la gouvernement régional, des Cortes et de la députation provinciale.

### Conseil municipal
Lors des élections municipales du 28 mai 2023, la ville de Saragosse comptait 673 010 habitants. Son conseil municipal (Pleno del Ayuntamiento) se compose donc de 31 élus.
| Parti | Parti        | 1979 | 1983 | 1987 | 1991 | 1995 | 1999 | 2003 | 2007 | 2011 | 2015 | 2019 | 2023 |
| ----- | ------------ | ---- | ---- | ---- | ---- | ---- | ---- | ---- | ---- | ---- | ---- | ---- | ---- |
|       | CDS          |      | 0    | 3    | 0    |      |      |      |      |      |      |      |      |
|       | CHA          |      |      | 0    | 0    | 2    | 4    | 6    | 3    | 3    | 2    | 0    | 0    |
|       | Cs           |      |      |      |      |      |      |      |      |      | 4    | 6    | 0    |
|       | PCE          | 4    | 1    | 2    | 3    | 4    | 0    | 0    | 1    | 3    |      |      |      |
|       | IU           | 4    | 1    | 2    | 3    | 4    | 0    | 0    | 1    | 3    |      |      |      |
|       | PAR          | 7    | 4    | 8    | 6    | 4    | 2    | 2    | 2    | 0    | 0    | 0    | 0    |
|       | PTA          | 2    |      | 0    |      |      |      |      |      |      |      |      |      |
|       | CD           | 0    | 8    | 5    | 7    | 15   | 15   | 11   | 12   | 15   | 10   | 8    | 15   |
|       | CP           | 0    | 8    | 5    | 7    | 15   | 15   | 11   | 12   | 15   | 10   | 8    | 15   |
|       | AP           | 0    | 8    | 5    | 7    | 15   | 15   | 11   | 12   | 15   | 10   | 8    | 15   |
|       | PP           | 0    | 8    | 5    | 7    | 15   | 15   | 11   | 12   | 15   | 10   | 8    | 15   |
|       | PSOE         | 11   | 18   | 13   | 15   | 6    | 10   | 12   | 13   | 10   | 6    | 10   | 10   |
|       | Podemos-EQuo |      |      |      |      |      |      |      |      |      |      | 2    | 0    |
|       | UCD          | 7    |      |      |      |      |      |      |      |      |      |      |      |
|       | Vox          |      |      |      |      |      |      |      |      |      |      | 2    | 4    |
|       | ZGZ          |      |      |      |      |      |      |      |      |      | 9    | 3    | 2    |
| Total | Total        | 31   | 31   | 31   | 31   | 31   | 31   | 31   | 31   | 31   | 31   | 31   | 31   |

### Liste des maires
| Mandature | Maire | Maire                                                            | Parti |
| --------- | ----- | ---------------------------------------------------------------- | ----- |
| 1979-1983 |       | Ramón Sainz de Varanda (es)                                      | PSOE  |
| 1983-1987 |       | Ramón Sainz de Varanda (es) Antonio González Triviño (es) (1986) | PSOE  |
| 1987-1991 |       | Antonio González Triviño (es)                                    | PSOE  |
| 1991-1995 |       | Antonio González Triviño (es)                                    | PSOE  |
| 1995-1999 |       | Luisa Fernanda Rudi                                              | PP    |
| 1999-2003 |       | Luisa Fernanda Rudi José Atarés (es) (2000)                      | PP    |
| 2003-2007 |       | Juan Alberto Belloch                                             | PSOE  |
| 2007-2011 |       | Juan Alberto Belloch                                             | PSOE  |
| 2011-2015 |       | Juan Alberto Belloch                                             | PSOE  |
| 2015-2019 |       | Pedro Santisteve                                                 | ZGZ   |
| 2019-2023 |       | Jorge Azcón                                                      | PP    |
| 2023-2027 |       | Natalia Chueca                                                   | PP    |

### Jumelages
La ville de Saragosse est jumelée avec les villes suivantes :
- Pau (France) depuis 1960[33]
- Biarritz (France) depuis 1977
- Zaragoza (Guatemala) depuis 1976
- La Plata (Argentine) depuis 1990
- León (Nicaragua) depuis 2002
- Bethléem (Palestine) depuis 2003
- Tijuana (Mexique) depuis 2005
- Móstoles (Espagne) depuis 2005
- Ponce (Porto Rico) depuis 1993
- Coimbra (Portugal) depuis 2005
- Tirana (Albanie) depuis 2002
- Barnaoul (Russie)

De plus, Saragosse a signé des accords de coopération avec :
- Toulouse (France) depuis 2008

## Économie
Saragosse est la quatrième ville d'Espagne en fonction de l'indice d'activité économique.

Le Groupe PSA dispose d'une unité de production depuis 1982 à Figueruelas à 25 km au nord-ouest de Saragosse. Le constructeur automobile français y assemble des modèles Opel, notamment la Corsa et le monospace Mériva. Situé entre les autres quatre plus importantes villes d'Espagne ; Madrid, Barcelone, Bilbao et Valence, Saragosse devient un grand centre économique. 

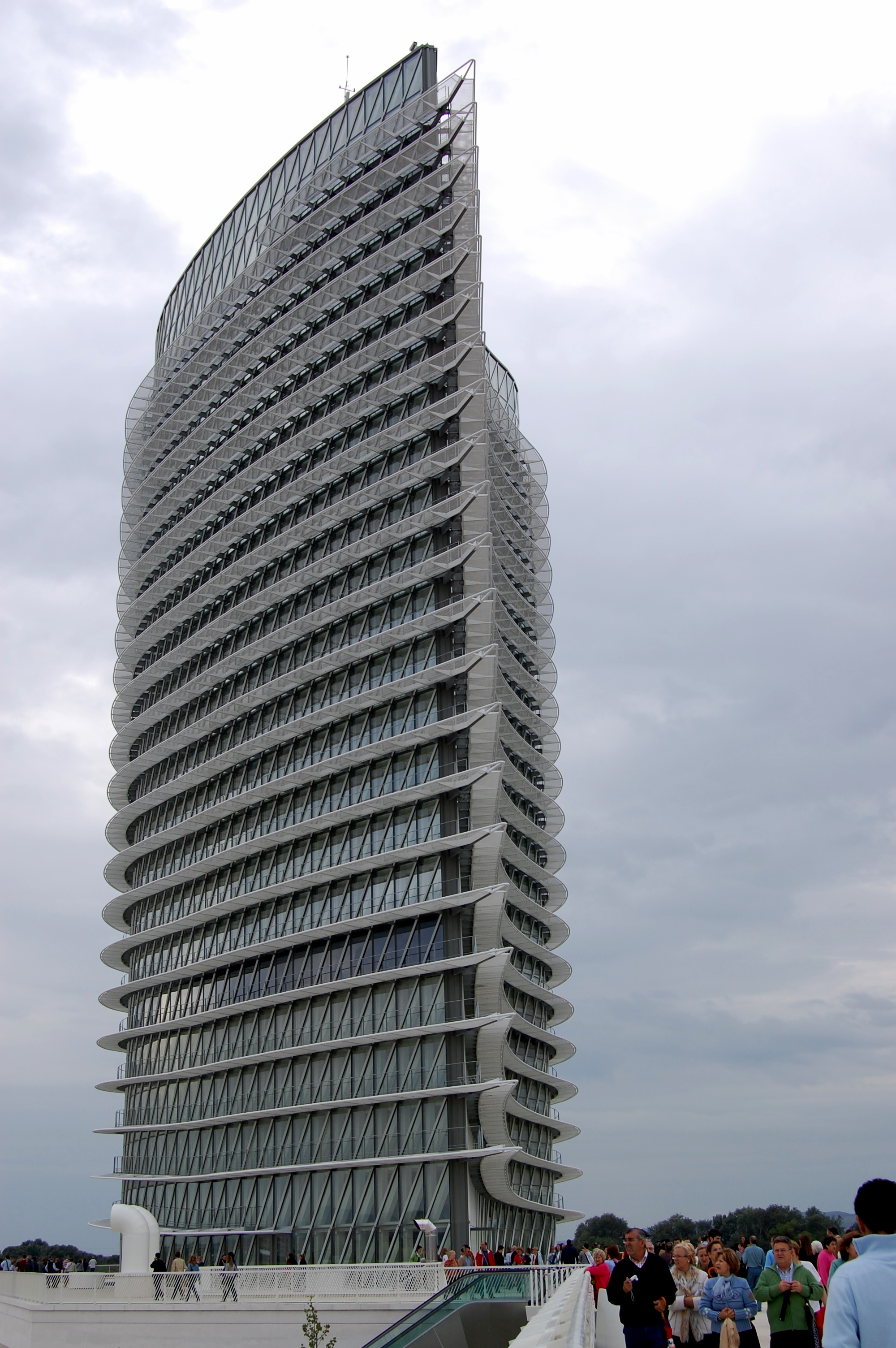
Torre del agua Saragosse.

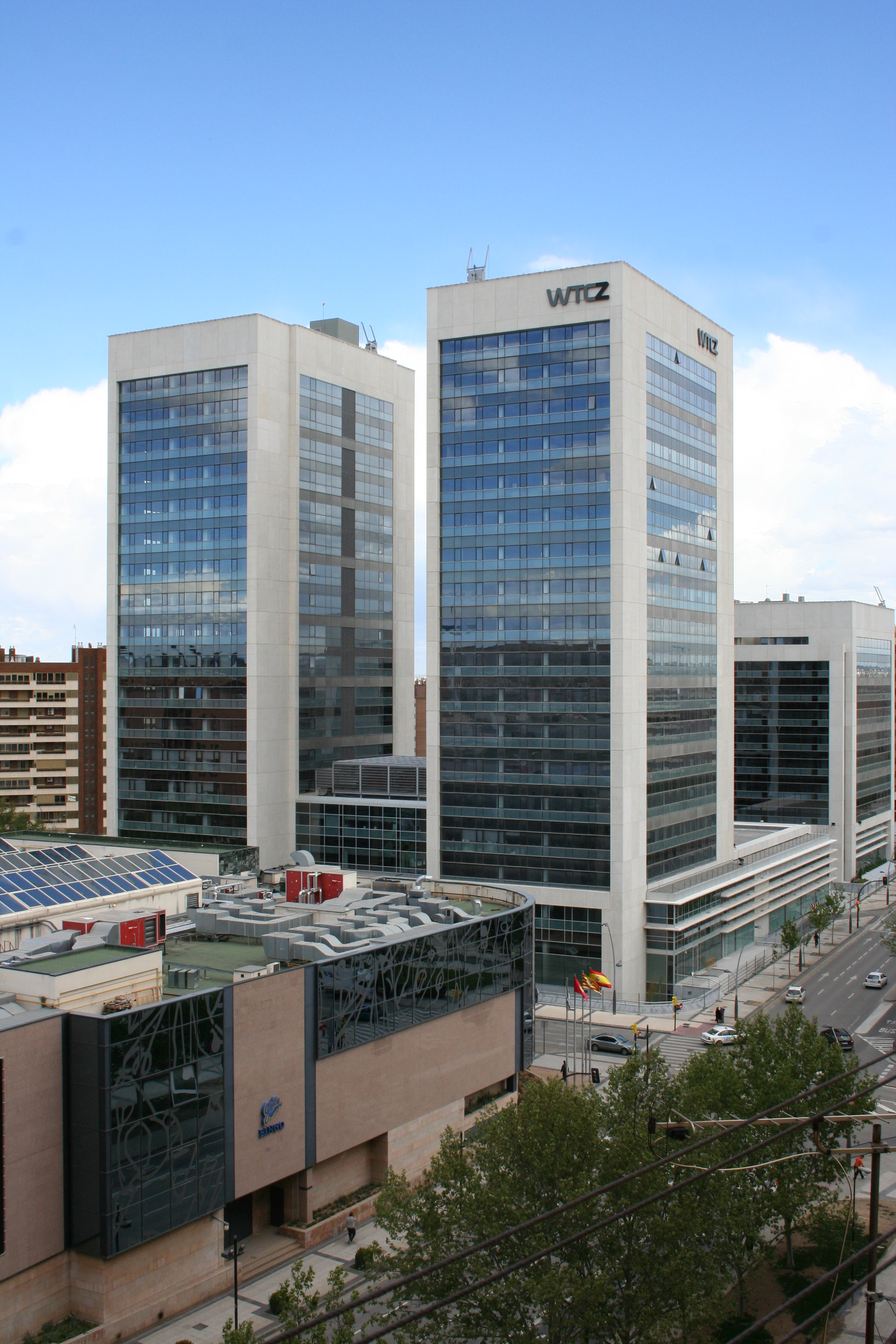
World Trade Center Zaragoza.

Des projets tels que Plataforma Logística de Zaragoza (PLAZA) (le plus important d'Europe du Sud avec ses 12,5 millions de m²) ont dynamisé le secteur de la logistique au cours des dernières années, avec un accent particulier sur l'élan acquis par l'aéroport de Saragosse en matière de transport de marchandises (deuxième en Espagne en 2020, derrière Madrid). Parmi les entreprises implantées dans la Plaza, on trouve Amazon Web Services, Dell et Inditex (marques Zara, Massimo Dutti…).
Ce genre d'initiatives commerciales majeures a encouragé la création de bureaux dans la ville, tels que le World Trade Center de construction ou l'espace de l'exposition internationale de Saragosse de 2008.

## Lieux et monuments
- Saragosse compte deux co-cathédrales catholiques : la Basilique de Nuestra Señora del Pilar de Saragosse et la Cathédrale del Salvador en su Epifanía de Zaragoza (connue comme La Seo);
- le Pont de pierre sur l'Èbre
- le Palais de l'Aljaferia
- l'Église paroissiale de San Felipe et Santiago el Menor dans laquelle Francisco Bayeu a réalisé en 1754-55 deux huiles sur toile représentant Saint Gabriel et Saint Michel
- la cité bâtie par l'Expo 2008 avec jardins, parcs, un aquarium et bâtiments spectaculaires.
- le parque Grande José Antonio Labordeta Aljafería

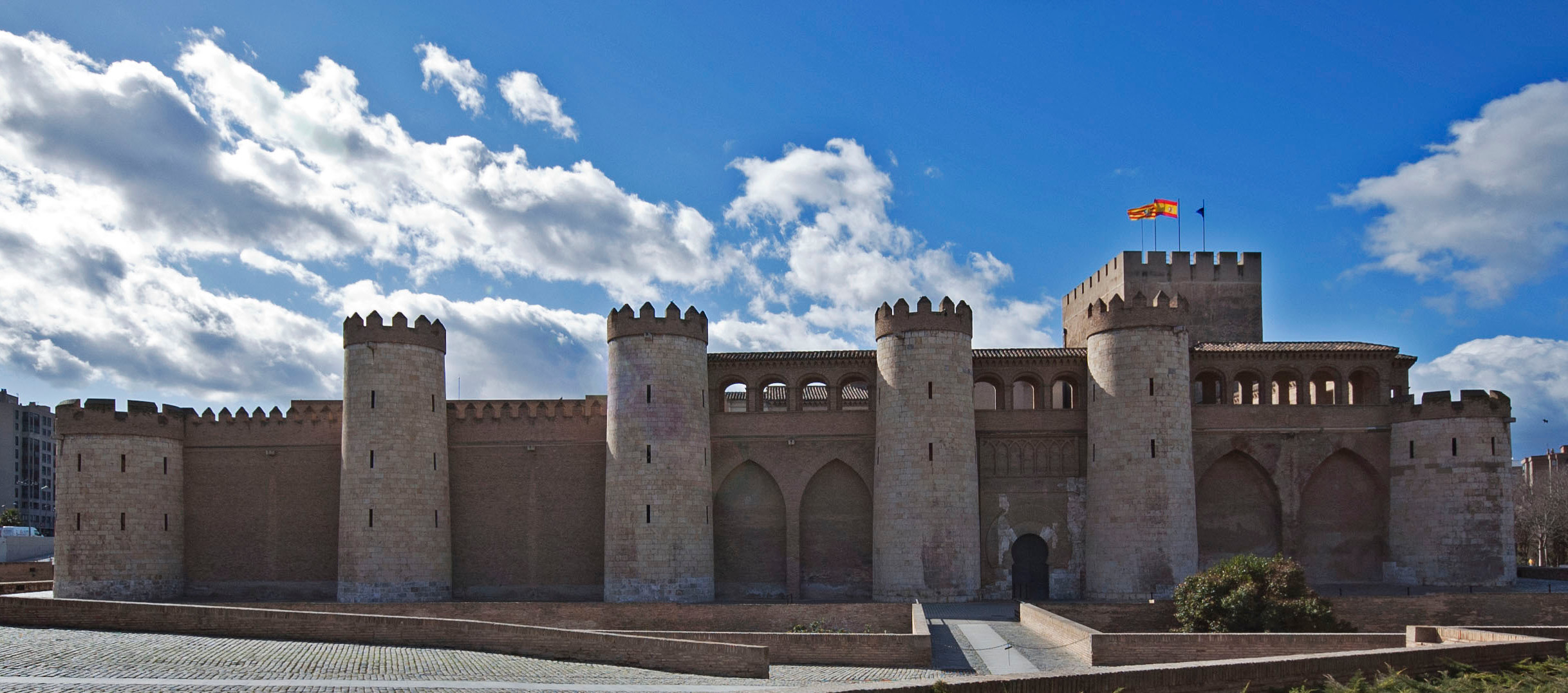
Aljafería

- de nombreux palais de la Renaissance tels que Palacio de los condes de Sástago ou Condes de Morata. Du Palais de Gabriel Zaporta (aujourd'hui disparu), il reste le Patio de l'Infante (es) hébergé dans le siège d'Ibercaja.
- la Gare de Saragosse-Delicias, pôle de gares multimodal (bus, cars et trains).

## Personnalités nées à Saragosse
- Sainte Isabel(le) d'Aragon ou Elisabeth de Portugal (1271, Saragosse - 1336, Estremos), reine du Portugal par son époux Denis Ier roi de Portugal[35]
- María Andrea Casamayor (1720-1780), mathématicienne et écrivaine espagnole.
- Josefa Amar y Borbón (1749-1833), pédagogue et écrivaine espagnole du Siècle des Lumières.
- Mapi León, footballeuse espagnole.
- Javier Arce, historien et archéologue.
- Pilar Bayona, actrice espagnole.
- Alfonso Casas, auteur de bande dessinée espagnol.
- Soledad Puértolas, écrivaine espagnole.
- Manuel de Roda y Arrieta (1708-1782), diplomate et homme d’État espagnol.
- Ángel Sanz Briz, diplomate, philanthrope et juste parmi les nations.
- Viera Sparza (1908-1987), dessinatrice.
- José Luzán peintre.
- José Francisco Aranda García (1925-1989), essayiste espagnol ;
- José de Pignatelli saint et refondateur des Jésuites.
- Francisco Bayeu, peintre.
- Francisco de Goya, peintre, né à Fuendetodos mais élevé à Saragosse.
- Eva Amaral chanteuse pop.
- Enrique Bumbury chanteur, artiste rock, pop.
- Manuel Viola peintre abstrait.
- José Luis Borau réalisateur.
- José María Forqué réalisateur
- Carlos Ezquerra créateur du Judge Dredd.
- José Camón Aznar historien.
- Teresa Perales, nageuse championne paraolympique et politicienne.
- Amparo Poch y Gascón, médecin, femme politique et écrivaine républicaine espagnole.
- Julia Peguero, artiste peintre, enseignante et femme politique féministe.
- Pilar Mañas Brugat, militaire espagnole.
- Jorge Usón, acteur et chanteur.
- Antonio Iturbe, écrivain
- Laura Gómez-Lacueva (1975-2023), actrice;

## Culture
Saragosse est le cœur culturel de l'Aragon et une des plus importantes villes d'Espagne. Le premier film d'Espagne a été réalisé à Saragosse : Salida de misa del Pilar en 1896 (Sortie de messe du Pilar en 1896) La ville comprend plusieurs théâtres : Teatro Principal, Teatro del Mercado, Teatro de la Estación, Teatro de las Esquinas, Teatro Fleta et un théâtre de marionnettes Teatro Arbolé.
La musique a été présente avec des groupes Pop des années 80 comme Radio Futura, des groupes Rock comme Heroes del Silencio ou le pop le plus indie comme Tachenko. Saragosse a été aussi présente dans la musique classique car l'opéra Il Trovatore de Giuseppe Verdi était inspiré en regardant la tour del Trovador au Palais musulman de la Aljafería.
Saragosse est la capitale espagnole du Hip-Hop. Des nombreux artistes MC's, chanteurs, sont nés dans la ville comme Rapsusklei, Kase.O, Violadores del Verso.

### Musées
La ville possède de nombreux musées dont le musée de Saragosse, qui héberge des œuvres d'archéologie, des beaux-arts, d'ethnologie et de céramique.
L'historien de l'art et collectionneur José Camón Aznar fit don de sa collection à l'Aragon via la création du Musée et Institut d'Humanités Camon Aznar, actuellement[Quand ?] géré par les fonds sociaux de la banque Ibercaja. Il comprend entre autres œuvres L'Assomption de la Vierge réalisée en 1789-1790 par Francisco Bayeu et aussi la collection complète des gravures de Goya.
Le musée du feu et des pompiers existe également.
Il y a aussi trois musées romains : Musée des Thermes de Caesaraugusta (es), Musée du Port Fluvial de Caesaraugusta (es) et le Musée du forum de Caesaraugusta.
L'art contemporain est notamment représenté avec les musées consacrés aux artistes aragonais Pablo Gargallo et Pablo Serrano.

### Fêtes

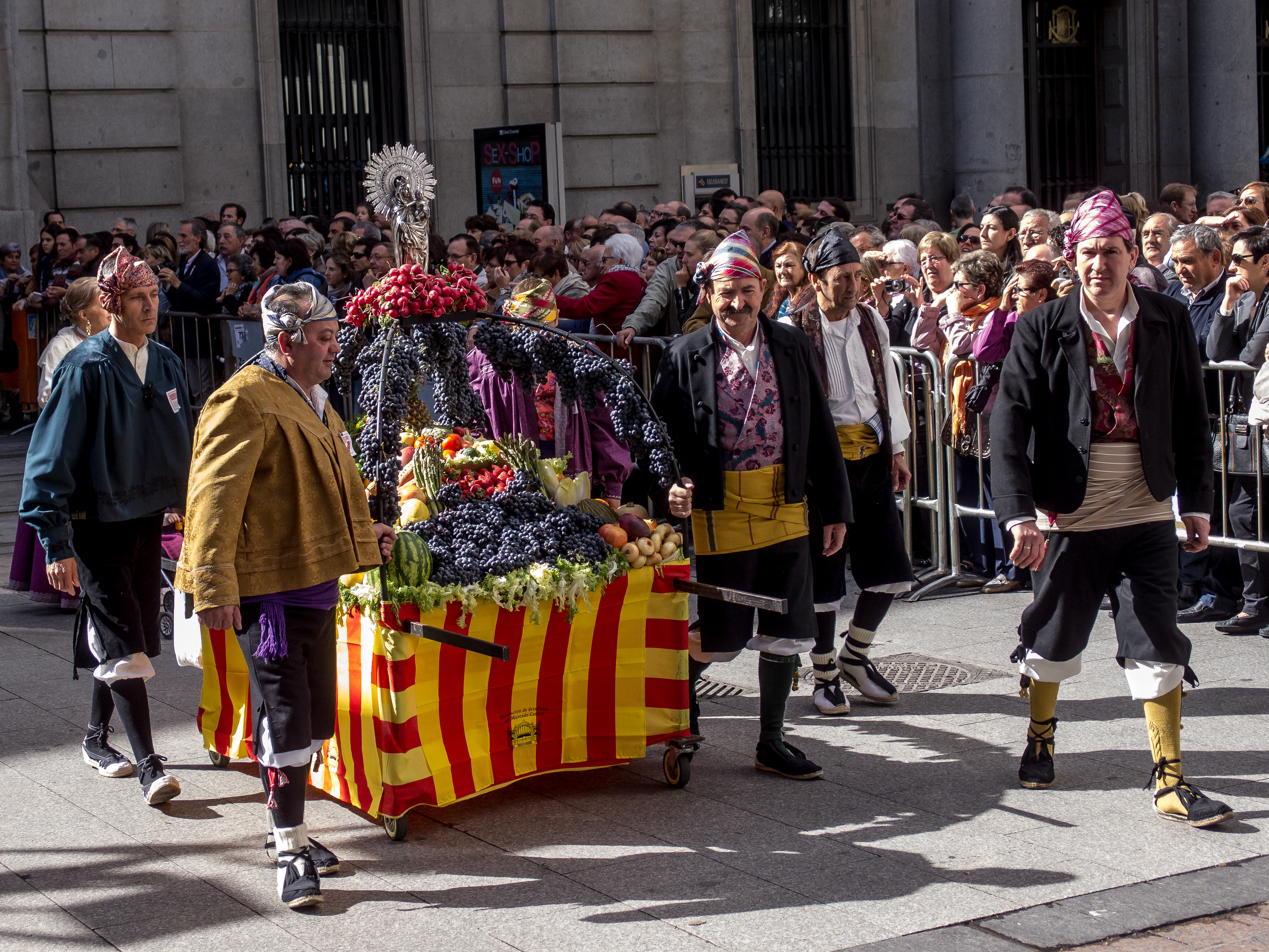
Offrande de fruits lors des Fêtes du Pilar.

- Fêtes du Pilar : autour du 12 octobre. Il s'agit de la fête la plus importante et la plus réputée de la ville qui consiste à faire une offrande de fleurs. Les fêtes sont données en l'honneur de la Vierge du Pilar (Virgen del Pilar). Il s'agit d'une des fêtes patronales parmi les plus importantes du pays.
- Fête de saint Valère, saint patron de la ville : il y est fêté le 29 janvier, jour où un roscón de Reyes ou gâteau des Rois est dégusté dans chaque famille[43].
- La Cincomarzada : le 5 mars, la ville rend hommage à la victoire des habitants de Saragosse lors de la guerre carliste.
- La Semana Santa (Pâques), des milliers de Saragossains sortent en jouant le tambour et masqués avec monuments en plusieurs processions spectaculaires. Un certain nombre de confréries y participent, comme la Confrérie de l'Humiliation de Jésus, Sanctissime Marie de l'Amertume, Saint Philippe et Jacques le Mineur.

## Sports

### Football
La ville dispose de plusieurs stades de football, parmi lesquels le Stade de La Romareda, le Nouveau stade de San José ou encore le Stade Pedro Sancho.
Un ancien stade de la ville, le Terrain de l'Arrabal (inauguré en 1922 et démoli en 1962), était connu pour être le tout premier terrain de football de tout l'Aragon sur lequel se joue une compétition nationale officielle, à savoir une rencontre de Coupe d'Espagne, ainsi que le premier terrain de football de la région adapté aux normes de la FIFA.
- Le principal club de football de la ville est le Real Saragosse qui joue en deuxième division nationale en 2021. Le club a notamment remporté la Coupe des villes de foires en 1963-64 et la Coupe d'Europe des Vainqueurs de Coupe en 1994-95.
- La ville accueille d'autres clubs de football tels que le CD Ebro.

### Handball
- La ville disposait d'un important club de handball, le BM Aragón.

### Basket-ball
- Basket Saragosse 2002
- CAI Deporte Adaptado Saragosse

Le club d'handibasket CAI DA, affilié au Zaragoza 2002, organise en avril 2015 la phase finale de la Coupe d'Europe Willi Brinkmann (EC3).

### Arrivées duTour d'Espagne
- 2008 :  Sébastien Hinault
- 2007* :  Erik Zabel
- 2007* :  Bert Grabsch (clm)
- 2004* :  Alessandro Petacchi
- 2003* :  Isidro Nozal (clm)
- 2003* :  Alessandro Petacchi
- 2001 :  Igor González de Galdeano
- 2000 :  Alessandro Petacchi
- 1999 :  Sergueï Outschakov
- 1998 :  Marcel Wüst

* deux arrivées à Saragosse dans le même Tour d'Espagne

## Dans la culture
- Le début du roman Manuscrit trouvé à Saragosse (1794) de l'écrivain polonais Jean Potocki se déroule dans cette ville, pendant le siège de 1809 de la ville.